# 田中将大
田中 将大（たなか まさひろ、1988年11月1日 - ）は、兵庫県伊丹市出身のプロ野球選手（投手）。右投右打。読売ジャイアンツ所属。

## 概要
投手として東北楽天ゴールデンイーグルスでは1度のリーグ優勝、1度の日本シリーズ優勝に貢献。ニューヨーク・ヤンキースでは1度の地区優勝に貢献している。個人ではNPBで合計16個のタイトル（7個）・主要表彰（9個）を獲得している。
野球（プロスポーツ部門）の連続勝利（34）のギネス世界記録保持者。2013年にNPB史上4人目のシーズン勝率10割を達成している。東京オリンピック野球金メダリスト。
2014年から2020年まではMLBでのプレーに伴い活動拠点を北米に移し、現地の代理人はエクセル・スポーツ・マネージメント社となっていた。
愛称は「マー君」。
妻は実業家、タレントの里田まい。

## 経歴

### プロ入り前
兵庫県伊丹市出身。伊丹市立昆陽里小学校1年時に軟式少年野球チーム「昆陽里タイガース」で野球を始め、「4番・捕手」として坂本勇人とバッテリーを組んでいた。打撃練習では左翼方向への本塁打を連発し、同じ方角にある校舎の窓を直撃したことが何度もあったという。また、幼少期は巨人ファンで斎藤雅樹に憧れていた。小学校時代の最高成績は6年時の県大会準優勝。伊丹市立松崎中学校時代にボーイズリーグの宝塚ボーイズで硬式野球を始めると強肩を買われて投手も兼任するようになり、3年時には関西南選抜チームに選出された。
2004年、駒澤大学附属苫小牧高等学校入学。1年秋の明治神宮野球大会（35回大会）では背番号2の正捕手であった。1回戦の新田高校戦では捕手、準々決勝の羽黒高校戦では投手で出場している（チームは準々決勝で敗退）。
2005年、2年夏の第87回全国高等学校野球選手権大会ではチーム最多となる25回2/3を投げ、チームも大会連覇を果たす。決勝戦で優勝を決めた最後の1球は2年生では史上初の150km/hを計測した。大会後、AAAアジア野球選手権大会の日本代表に2年生では堂上直倫と2人だけ選出され優勝。秋から香田誉士史が監督に就任後初のエース兼主将となり、秋季北海道大会では堂上を参考にフォーム改造した打撃でも決勝を含む5試合中4試合で本塁打を打つなど活躍。決勝では過去最多の13点差で優勝した。その後行われた第36回明治神宮野球大会でも北海道勢として初めて決勝に進出して優勝し、第78回選抜高等学校野球大会では優勝候補に挙げられていたが、部員の不祥事により出場辞退となった。
2006年、史上2校目の夏3連覇が懸かった第88回全国高等学校野球選手権大会では大会直前から体調を崩したが、チームは決勝に進出。早稲田実業学校高等部との決勝戦では3回途中からリリーフ登板して延長15回まで1失点。チームは1-1で引き分け、37年ぶりの決勝引き分け再試合となった。再試合でも1回途中から登板し、7回3分の1を投げ3失点に抑えたが、チームは3対4で敗れる。自身が最後の打者となった（空振り三振）。甲子園通算成績は春夏12試合の登板で8勝無敗だった。大会後は日本高校野球選抜としてアメリカ遠征に参加した。

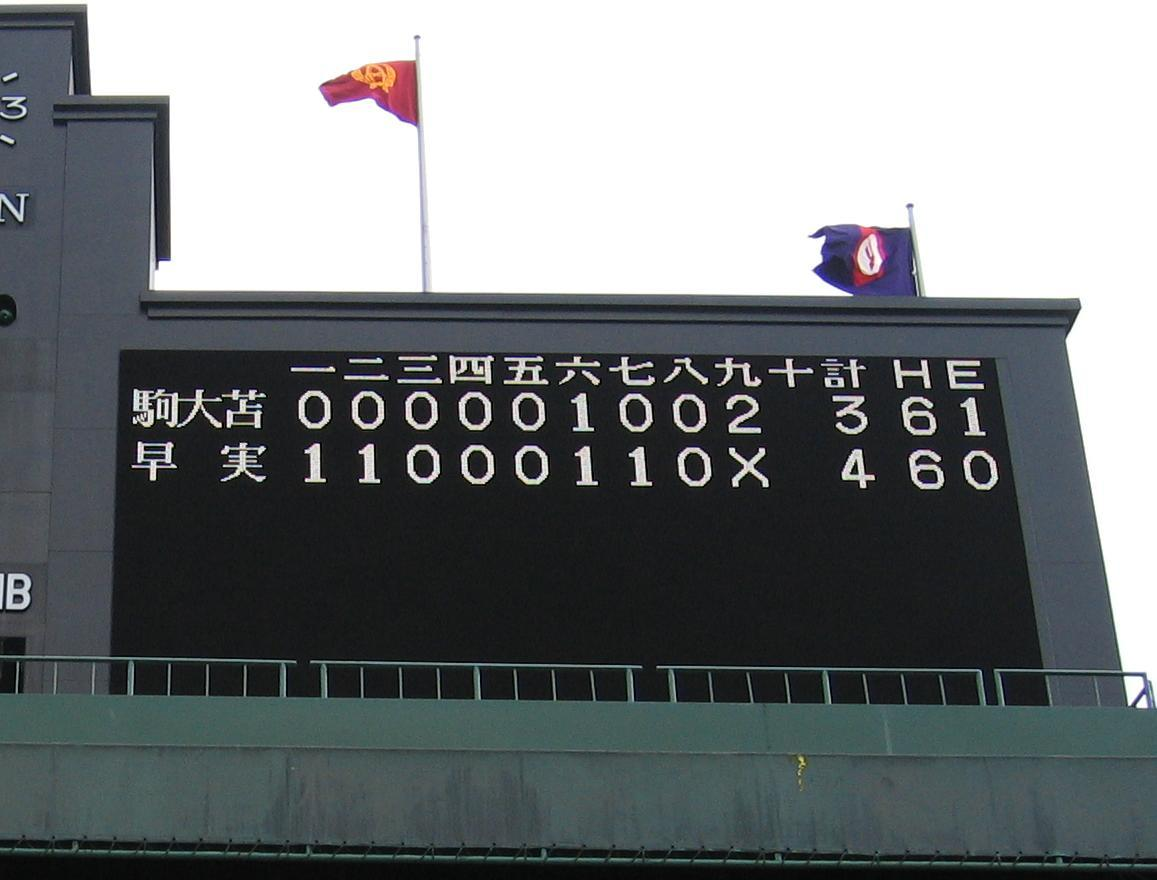
決勝再試合のスコアボード

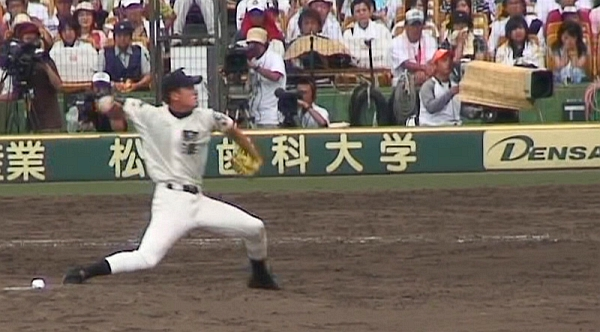
高校時代の田中（2006年8月17日、阪神甲子園球場）

9月25日の高校生ドラフト会議では、北海道日本ハムファイターズ、オリックス・バファローズ、横浜ベイスターズ、東北楽天ゴールデンイーグルスから1巡目指名を受け、抽選の結果楽天が交渉権を獲得。11月2日に楽天と仮契約を結んだ。背番号は18。
9月30日に開幕した秋ののじぎく兵庫国体では1回戦で13奪三振、無失点に抑えるなど決勝までの3試合24イニングを無失点で抑えるも、10月4日の早稲田実業高等学校との決勝戦では甲子園でも投げ合った斎藤佑樹に適時打を打たれ、0-1で敗れ準優勝。
高校時代の公式戦通算成績は57試合の登板で35勝3敗、計329回2／3を投げ、防御率1.31、奪三振数は横浜高等学校の松坂大輔を上回る458奪三振を記録。周囲からは「怪物」「世代最強エース」などと評された。高校通算本塁打数はベースボール専門メディア「フルカウント」の記事によると13本であるが、田中本人によると17本とのこと。

### 第一次楽天時代
2007年は春季キャンプでのフリー打撃、紅白戦、オープン戦の初登板が全て雨で中止か延期となり、チーム内で雨男とあだ名された。3月29日の対福岡ソフトバンクホークス戦で初登板初先発、1回2/3を投げて打者12人に対し6安打3奪三振1四球で6失点。4試合目の登板となった4月18日の対ソフトバンク戦で9回を2失点13奪三振に抑え初勝利初完投。6月13日の対中日ドラゴンズ戦で高卒新人では2005年のダルビッシュ有以来の完封勝利を記録。同年のオールスターゲームに高卒新人では1999年の松坂大輔以来となるファン投票で選出された。7月21日の第2戦に先発して自己最速の153km/hを記録した（2回6失点）。7月10日には高卒新人として松坂大輔以来史上6人目、江夏豊と並び最速タイとなる96回2/3でのシーズン100奪三振を記録。8月31日の埼玉西武ライオンズ戦で松坂大輔以来となる高卒新人、および球団史上初となる2桁勝利を挙げた他規定投球回にも到達した。楽天球団の高卒新人による規定投球回到達は球団初である。リーグ4位の186回1/3を投げて11勝を挙げ、リーグ2位で高卒新人では歴代4位の196奪三振を記録。高卒1年目で新人王を受賞した。これは松坂大輔以来8年ぶり、2021年現在では田中が最後。同年は連敗ストッパーとなることが多く、監督の野村克也は「だって（田中は）ウチのエースだもん」と答えたこともあった。ソフトバンクとの相性が良く、登板6試合のうち5試合で勝利投手になった。
2008年はシーズン前に2年目のジンクスについて聞かれると「全く考えていない。いまやるべきことをやるだけ。そのことは二度と聞かないでほしい」と答えた。5月4日の対北海道日本ハムファイターズ戦（札幌ドーム）で勝利投手となり、北海道で初勝利を挙げた。また、この試合後には同球場では史上初の対戦チーム選手のヒーローインタビューが流された。交流戦の最終戦の対広島東洋カープ戦（広島市民球場）ではプロ入り初セーブを挙げた。北京オリンピック（北京五輪）の野球日本代表に選出され、背番号は15。大会を通じ3試合に登板、7イニング無失点だった。レギュラーシーズン最終戦の10月7日の対ソフトバンク戦（Kスタ宮城）で9回を6安打無失点に抑え、チームは延長12回にサヨナラ勝利するが田中は勝利投手とならず、この年は9勝に終わるが、高卒新人としては40年ぶりの2年連続150奪三振を記録した。
2009年開幕前の3月に開催された第2回ワールド・ベースボール・クラシック(WBC)の日本代表に選出された。同大会では日本の2大会連続2度目の世界一を経験している。

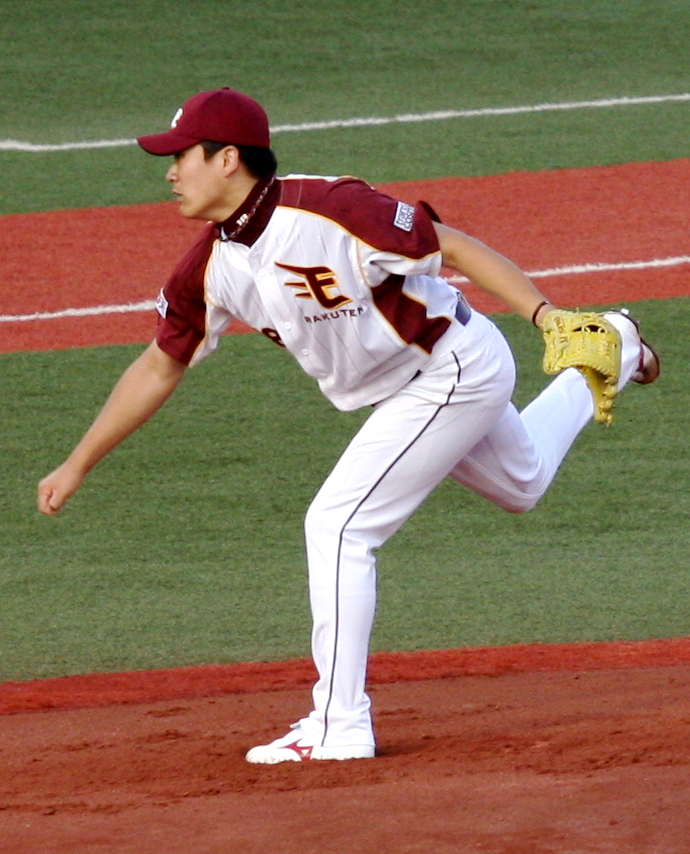
第一次楽天時代
（2007年6月26日、宮城球場）

シーズンではホーム開幕戦となる、対ソフトバンク戦に先発して完封でシーズン初勝利を挙げた。また、4月14日の対千葉ロッテマリーンズ戦で1失点完投、4月22日のロッテ戦で完封、4月29日の対日本ハム戦で野村克也の監督通算1500勝目となる1失点完投と、1993年の小宮山悟、長谷川滋利以来となる開幕から4試合連続完投勝利を記録し、自身初の月間MVPに選出された。5月13日の対日本ハム戦で完投は途切れたが、6月3日の対阪神タイガース戦で敗れるまで開幕7連勝を記録。6月11日の中日戦で8勝目を挙げた後は、7月20日の対ソフトバンク戦で抑えとして登板して自己最速を更新する155km/hを計測し、防御率1点台を維持しつつもオールスターゲーム後まで勝ち星からは遠ざかっていた。8月7日の日本ハム戦で約2か月ぶりの勝利となる9勝目を挙げて以降は安定した結果を残し、8月27日の西武戦で自己最多となる12勝目を記録。8月には4試合に登板して4勝0敗、防御率1.44、30奪三振で自身2度目となる月間MVPに選出される。援護率がパ・リーグでワースト2位の3.54だったにもかかわらず、最終的にリーグ2位タイ、チームトップとなる15勝、リーグ3位となる防御率2.33を記録。10月17日のクライマックスシリーズ第1ステージ第2戦の対ソフトバンク戦では自身初の無四球完投勝利を挙げ、チームの第2ステージ進出に貢献した。12月25日の契約更改では1億500万円増、プロ入り4年目の選手としてはダルビッシュに次ぐ史上2番目の高額契約となる推定年俸1億8000万円で契約。
2010年はシーズン開幕から低調なチームの中でも奮闘した。5月には自身3度目となる月間MVPを受賞し、6月までにチームトップの8勝を挙げた。しかし7月に太腿の肉離れで戦線離脱。8月に復帰するも、8月29日の対西武戦で投球中に違和感を訴えて降板すると右大胸筋部分断裂と診断され、以降の試合は欠場している。最終成績の11勝、防御率2.50はチームトップだったが、奪三振や投球回はプロ入り後最低となった。11月15日にはタレントの里田まいとの交際を自身のブログで公表した。
2011年1月12日にホリプロよりマネジメント契約を結んだことが明らかにされた。公式戦シーズンは、6月と7月には2か月連続で月間MVPを受賞、8月7日の対日本ハム戦を迎えるまでの開幕から16試合連続でクオリティ・スタートを達成し、8月27日の対ソフトバンク戦では野田浩司に次ぐ歴代2位（当時）の1試合18奪三振を記録。9月10日の対日本ハム戦では、2006年夏の甲子園の決勝以来となる斎藤佑樹との対戦となり、前売り券のみで売切れるほどの大きな盛り上がりを見せ、結果は田中が1失点完投で勝利した。この試合は「ジョージア魂」賞の年間大賞に選ばれている。シーズン前半は10回無失点ながら勝ちが付かないなど、中々打線の援護に恵まれなかったが後半に勝ち星を伸ばし、最終的に19勝5敗。前述の6、7月の他に10月も月間MVPを受賞し、リーグ史上初となる年間3度の月間MVP受賞を果たした。投球回は初の200イニング超えの226回1/3イニング、年々減っていた奪三振は241とイニング数を超える数を記録。防御率はパ・リーグ史上2位となる1.27で、2リーグ制以降では歴代5位の記録である。この年は最多勝利（D.J.ホールトンと同数）、最優秀防御率、最優秀投手、最多完封（6試合、ダルビッシュと同数）の4冠を獲得。他に両リーグトップの完投（14試合、ただし、2試合10イニングを投げた試合があるがいずれも決着が付かなかったため完投ならず）、無四球試合（5試合）も記録。四球の数も減り、過去最多のイニングを投げながら四球は僅か27と過去最少で、パ・リーグの規定投球回に到達した投手の中では3番目に少なく与四球率1.07、K/BBは最多奪三振を記録したダルビッシュの7.67を上回る8.93を記録し、沢村栄治賞を初受賞、他にもベストナインにも選出され、ゴールデングラブ賞、最優秀バッテリー賞も獲得した。
2012年1月26日に里田まいとの婚約を発表。シーズン開幕を控えた3月20日に里田との婚姻届を提出した。3月30日の開幕戦では自身初の開幕投手を務めたが、6回5失点で敗戦投手となった。4月22日に腰痛で2年ぶりに戦線離脱した。復帰後の5月30日の対巨人戦は先発の杉内俊哉と互いに8回まで投げ2桁奪三振を記録する勝負だったが、チームはノーヒットノーランで敗れ敗戦投手に。7月6日の西武戦では先発登板が予定されていたが、投球練習中に右脇腹に違和感を訴えて先発登板を回避し、代役として中7日で塩見貴洋が登板することになった。8月19日の対西武戦（西武ドーム）では通算1000奪三振を記録するものの6失点で敗戦投手となるが、8月26日の対日本ハム戦では延長10回を無四球完封勝利を挙げ、これより翌シーズンにかけての連勝記録をスタートさせることになる。シーズン終盤に4連勝し、最終戦で10勝目を挙げ、4年連続の2桁勝利となった。防御率は2年連続の1点台となる1.87、リーグ最多奪三振を記録。また完投、完封もリーグトップを記録。規定投球回達成者では最少となる19四球、BB/9は0.99と1を割り込んだ。
オフの12月4日に第3回WBCの日本代表候補選手34人に選出された。また12月22日に3年12億円＋出来高で契約を更改し、「将来的に、そういうところ（メジャー）でやろうという気持ちが芽生えたので、早いうちに伝えようと思いました」と将来的なメジャーリーグ挑戦の意思があることを明らかにした。
2013年2月20日に第3回WBC日本代表選手28人に選出された。同大会では先発として起用されていたが、中継ぎに配置転換され、4試合に登板。7イニングで防御率2.57の成績だった。

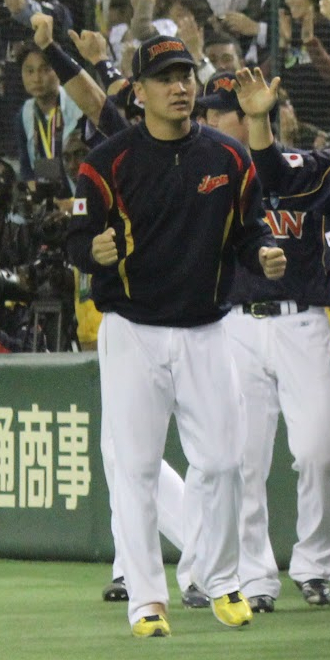
2013年3月8日、WBC日本代表出場時

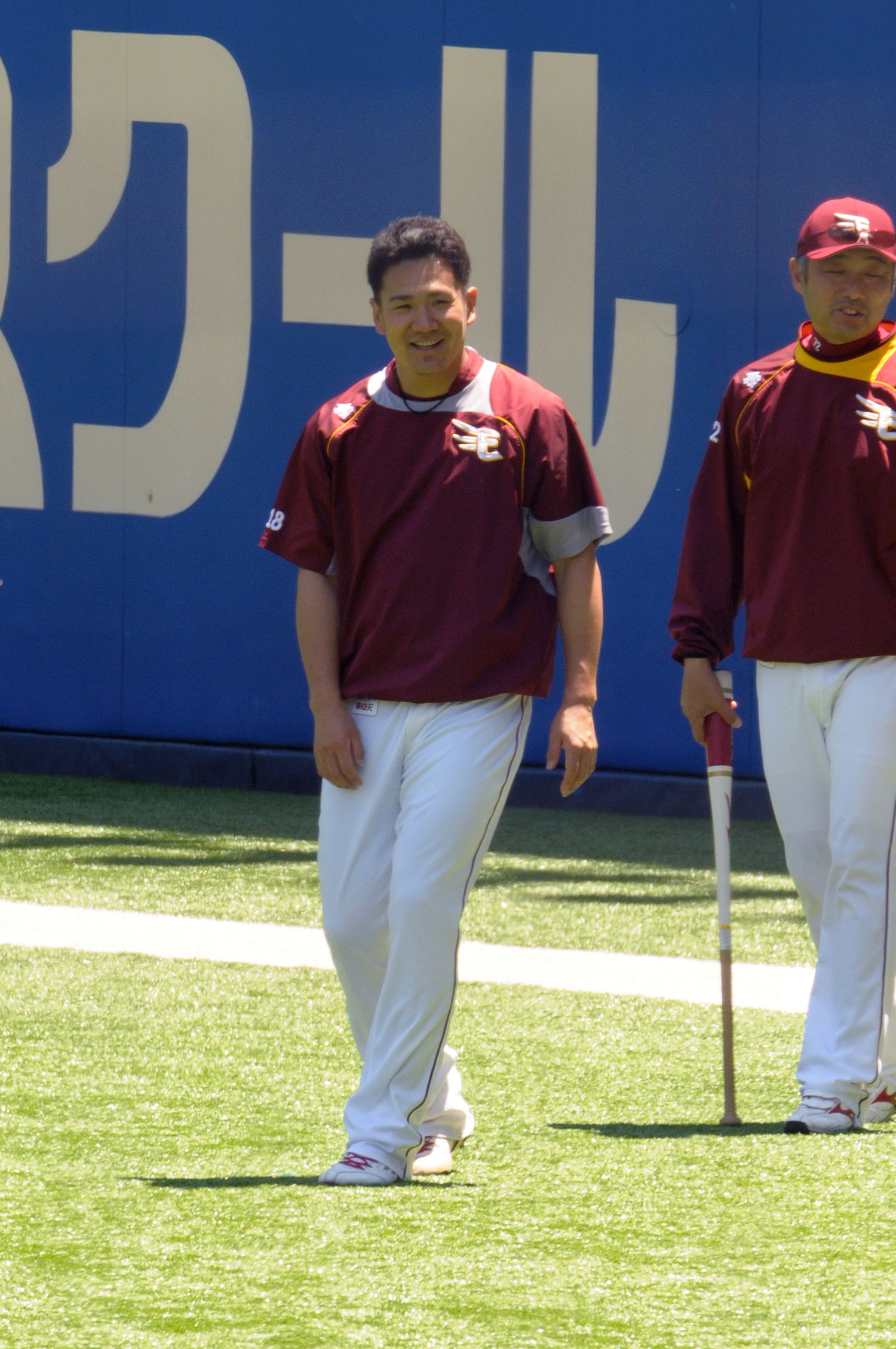
楽天時代
（2013年5月12日 QVCマリンフィールド）

レギュラーシーズンでは開幕から連勝を重ねた。4月は4試合に登板し、3勝0敗。なお4月16日の対ソフトバンク戦では7回3失点でリードのまま降板しているが、チームがその後逆転負け。田中に勝ち負けはつかなかったが、この年のシーズン公式戦では唯一の田中が登板しての敗戦となった。5月は5試合に登板し4勝0敗で、通算8度目となる月間MVPを獲得した。これは、投手としてはパ・リーグ最多、5年連続受賞は投手としてはプロ野球初。6月16日の対阪神戦（Kスタ宮城）で球団新記録の開幕から9連勝。6月は4試合登板で3勝0敗で、史上初の2度目の2か月連続、通算9度は投手としては日本プロ野球最多タイの月間MVP受賞。7月は4試合登板で3完投の4勝0敗として、パ・リーグ初の3か月連続、日本プロ野球タイ記録の年間3度目、通算10度目（いずれもイチローの記録に並ぶ）の月間MVP受賞となった。
8月2日の対日本ハム戦（札幌ドーム）で、開幕から15連勝として間柴茂有（1981年）と斉藤和巳（2005年）の日本プロ野球記録に並んだ。8月9日の対ソフトバンク戦（Kスタ宮城）で日本プロ野球新記録の開幕16連勝、また前年から20連勝で、松田清（1951年 - 1952年）と稲尾和久（1957年）の日本プロ野球記録に並んだが、先発登板だけで20連勝は史上初である。8月16日の対西武戦（西武ドーム）で日本プロ野球新記録の21連勝。8月30日の対ソフトバンク戦（ヤフオク）で開幕からの連勝を19として、にルーブ・マーカードが1912年記録したメジャーリーグの開幕連勝記録に並んだ。8月は5試合に登板し、5勝0敗で、日本プロ野球新記録の4か月連続、年間4度目、通算11度目となる月間MVPを受賞。9月6日の対日本ハム戦（Kスタ宮城）で稲尾和久（1957年）の記録に並ぶ日本プロ野球タイ記録のシーズン20連勝。シーズン20勝は2008年の楽天の岩隈久志以来。メジャーリーグの開幕連勝記録を上回った。9月13日の対オリックス戦（Kスタ宮城）でシーズン21連勝、日本プロ野球新記録となり、カール・ハッベルが1936年から1937年にかけて記録したメジャーリーグ連勝記録を上回った。9月21日の対日本ハム戦（札幌ドーム）で日本プロ野球では1980年の木田勇以来33年ぶり、2008年の岩隈久志を上回る球団新記録のシーズン22勝目で、2003年の斉藤和巳以来の日本プロ野球タイ記録の15試合連続登板勝利。楽天の優勝へのマジック2で迎えた9月26日の対西武戦（西武ドーム）で1点差で迎えた9回裏に、同季初のリリーフで登板。この時、ほぼ同時刻に2位のロッテが敗れてマジックが1となり、このまま勝てば優勝決定の場面で、田中は走者を2人出したものの無失点で抑えて胴上げ投手となり、チームは初のリーグ優勝を決めた。田中のセーブは4年ぶり。9月は4試合登板で3勝1セーブとして、5か月連続、通算12度目の月間MVPを受賞。その後も連勝は途切れることなく、同季最終登板となった10月8日の対オリックス戦（Kスタ宮城）でシーズン24勝目を挙げた。シーズン中の田中のクオリティ・スタート率は100％であり、全試合を6イニング以上、自責点3以下に抑えた。
ロッテとのクライマックスシリーズ（CS）ファイナルステージでは第1戦（Kスタ宮城）に先発登板し2対0で、CSでは初の完封勝利。CSで3試合連続勝利はタイ記録で史上3人目、3試合連続完投勝利はCS新記録。日本シリーズ進出を決めた第4戦でも9回表にリリーフで登板し無失点に抑えて、パ・リーグCSの最優秀選手に選ばれている。巨人との日本シリーズでは第2戦（Kスタ宮城）に先発し、シリーズ史上18人目20度目の2桁奪三振、シリーズ史上3人目の毎回の12奪三振で、自身と球団シリーズ初勝利を挙げるが、チームの日本一まで残り1勝だった第6戦（Kスタ宮城）では、9回を160球で完投も被安打12で、この年のシーズン公式戦から含めてワーストとなる4失点で敗戦投手となった。翌日の第7戦（Kスタ宮城）でも3点リードで迎えた9回から登板。打者5人に15球で無失点で抑えてセーブを挙げ、球団史上初の日本一が決定すると共に、田中が胴上げ投手となった。
この年は、最多勝、最優秀防御率、勝率第1位投手を獲得。前年からの連勝を28、開幕からの連勝を24としてそれぞれ日本プロ野球新記録を達成。規定投球回数に達し、勝率10割としたのは日本プロ野球史上4人目で、シーズン無敗で最多勝は日本プロ野球史上初。沢村賞は選考委員会でわずか10分満場一致により選出され、ベストナイン投手部門では24年ぶり、自身初のMVPでは投手野手通じて48年ぶりに、記者投票で満票を獲得しての受賞となった。
11月23日に行われた球団のファン感謝祭において、開幕からのシーズン24連勝に前年からの28連勝と、これにポストシーズンの2勝を含めた30連勝の3つがギネス世界記録として認定され、認定証が贈られた。
ポスティングシステムの新協定成立後の12月17日には翌シーズンのMLB挑戦を希望していることを表明し、25日に球団からポスティングシステムの行使を容認される。マネジメント契約を結んでいたホリプロとの契約はこの年で終了し、エクセル・スポーツ・マネジメントのケーシー・クロースを代理人として契約交渉を行う。田中はプロ入り当初からメジャー願望を持っていたことを当時の監督であった野村が後に明かしている。

### ヤンキース時代
2014年1月22日にニューヨーク・ヤンキースと総額1億5500万ドルの7年契約に合意したことが発表された。投手としてはMLB史上5位の契約額となり、4年目終了後には契約をオプトアウトしてFAとなれる条項が付く。合意後の会見ではヤンキースとの契約を選んだ理由について「最大限の評価をしてもらった。世界でも名門のチームだし、いろいろなものを感じながら、違ったものを感じながらプレーすることができるのではないかなと思っています」と語った。24日には背番号が19に決定したことが球団から発表された（楽天時代の背番号18はすでに黒田博樹が使用していたため）。これにより、田中は楽天から3人目のメジャー移籍選手（1人目は福盛和男、2人目は岩隈久志）となったが、楽天生え抜き選手だけなら田中が最初の選手となった。渡米時には、本人や家族と関係者計5人と愛犬1匹のため、かつ入団会見やキャンプに「ベストなコンディションで臨むため」に日本航空のボーイング787を自費負担でチャーターしたことが話題となった。スプリングトレーニングでは3度の先発を含む5試合に登板し、2勝0敗、防御率2.14、WHIP0.86と好投。3月29日にはスプリングトレーニングで活躍した1年目のヤンキースの選手に与えられる「James P. Dawson Award」を受賞した。

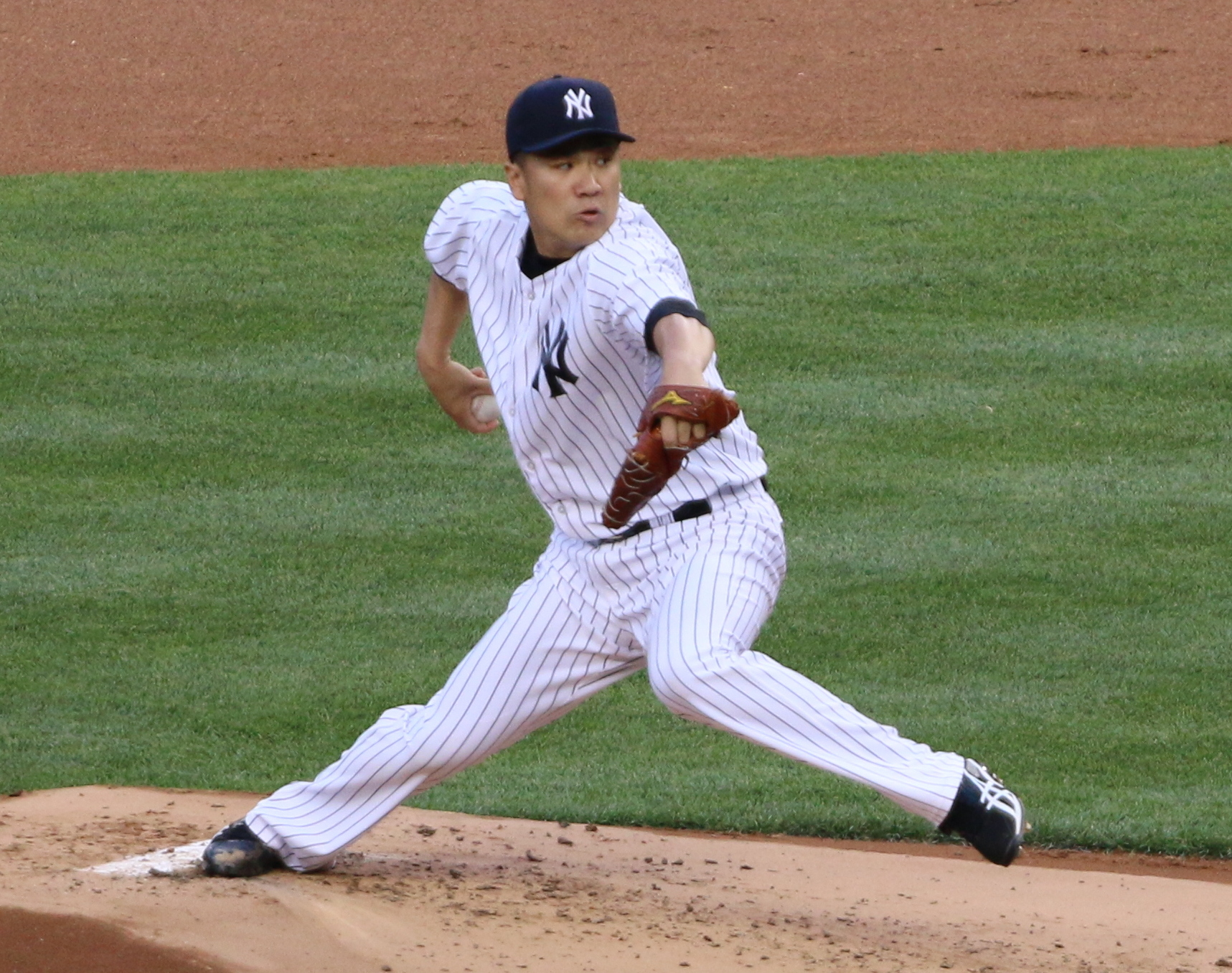
ニューヨーク・ヤンキース時代
（2014年6月28日）

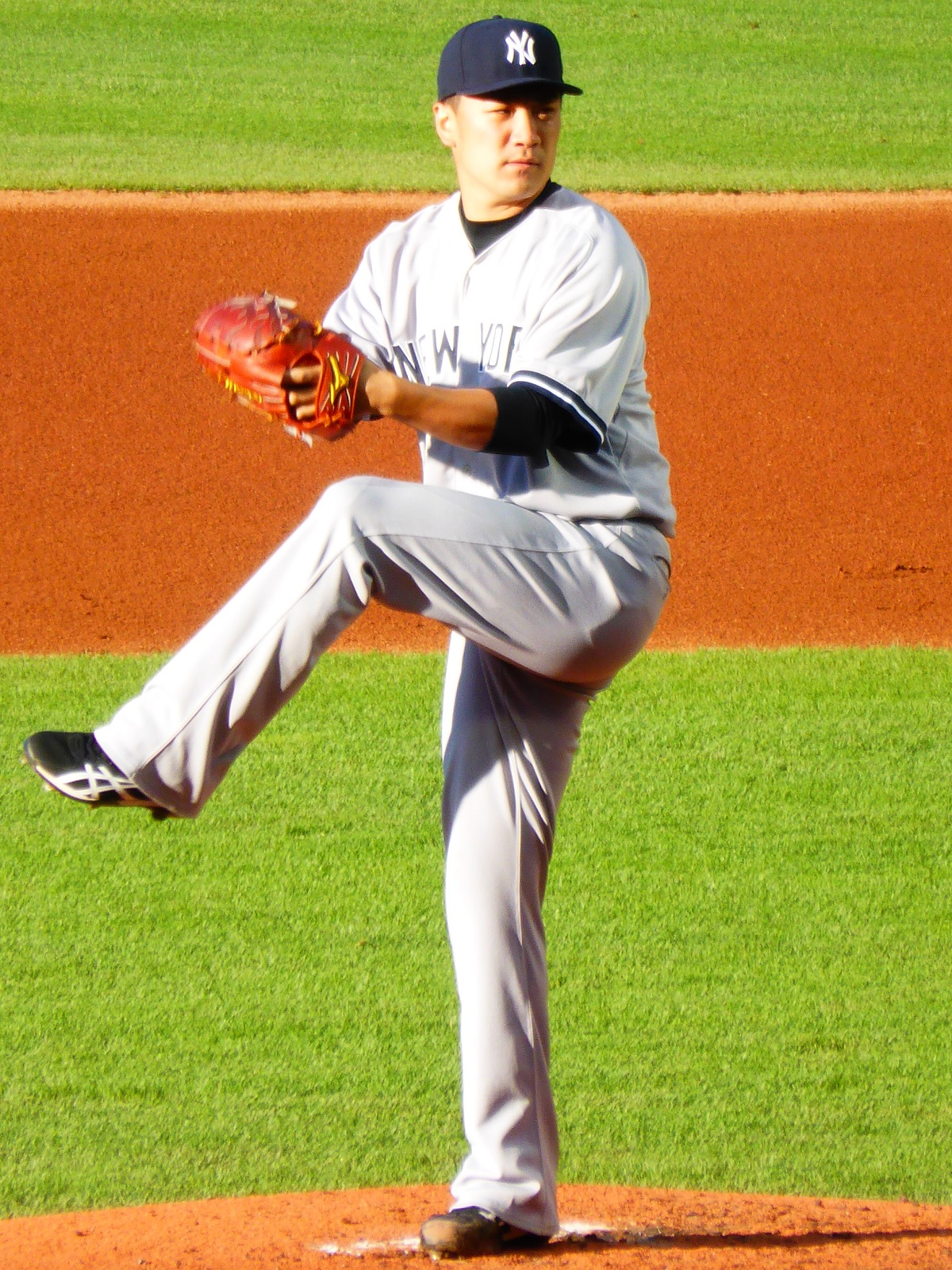
ニューヨーク・ヤンキース時代
（2014年7月8日）

開幕4戦目となる4月4日のトロント・ブルージェイズ戦でMLB初登板となる初先発を果たした。1回裏に先頭打者のメルキー・カブレラに本塁打を打たれたが、7回を6安打3失点（自責点2）8奪三振の投球で、NPB/MLB通算100勝目となるMLB初勝利を挙げた。5月14日のニューヨーク・メッツ戦では9回を4安打無失点の好投でMLB初完封勝利を挙げ、9回の第三打席ではMLB初安打も記録。5月20日のシカゴ・カブス戦では6回8安打4失点（自責点3）でMLBでの初敗戦投手となり、2012年8月26日から続いたNPB/MLBレギュラーシーズンでの連勝記録は34で止まった。6月3日には日本人投手史上3人目となる5月のリーグピッチャー・オブ・ザ・マンスを受賞した。ヤンキースの新人投手では史上初の受賞となった。6月28日のボストン・レッドソックス戦では9回2失点の投球で敗戦投手となり、プロ入り後では2010年6月以来の連敗を喫するが、1973年のスティーブ・ロジャース以来となるMLB最長タイ記録となるメジャーデビューからの16試合連続クオリティ・スタートを達成。前半戦は18試合の先発で12勝4敗、防御率2.51、WHIP1.01の成績を残し、オールスターゲームに選手間投票1位で選出されるが、7月9日に右肘の違和感を訴え15日間の故障者リスト入りしオールスターゲームを辞退した。翌日に右肘靭帯の部分断裂で全治6週間と診断され、PRP療法という保存療法での回復を目指しリハビリを行う。9月21日のブルージェイズ戦で復帰し、投球数70球で5回1/3を5安打1失点の投球で13勝目を挙げる。シーズン最終登板となった復帰2戦目のレッドソックス戦ではMLB移籍後最短の1回2/3を7安打5自責点と打ち込まれる。チームはポストシーズン出場を逃したが、復帰後は右肘に異常なくシーズンを終えた。この年は離脱の影響もありNPBでは全ての年で満たしていた規定投球回に初めて届かなかった。

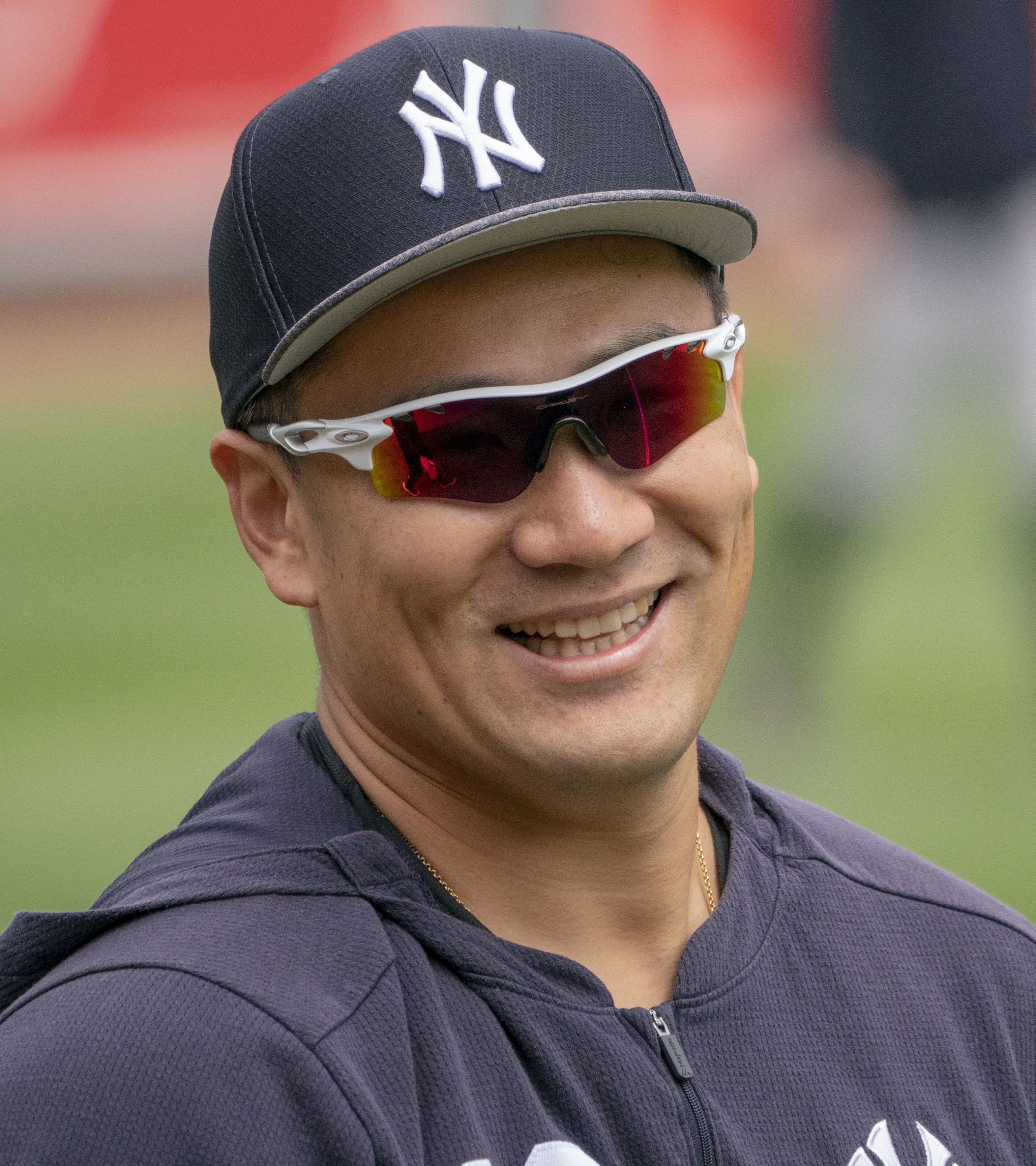
ニューヨーク・ヤンキース時代
（2019年4月4日）

2015年4月6日のトロント・ブルージェイズとの開幕戦で日本人4人目となる開幕投手を務めたが、4回5失点（自責点4）で敗戦投手となった。4月23日の登板後、右肘の不調で1か月以上登板できなかった。前半戦は11試合に先発して5勝3敗・防御率3.63を記録した。8月28日のアトランタ・ブレーブス戦で7回5安打3失点に抑えてシーズン10勝目（6敗）を挙げた。9月6日、夫人の里田まいが第1子妊娠を公表。この年は24試合に先発し、12勝7敗、防御率3.51の数字を残し、シーズンオフの10月に右肘の骨片を取り除く手術を受けた。この年も1か月以上登板できなかった影響で2年連続で規定投球回を逃した。
2016年2月15日に妻の里田まいがニューヨークの病院で第1子となる長男を出産。母子ともに健康とされる。田中はフロリダ州タンパでのトレーニングを切り上げてニューヨークに向かい、出産に立ち会っている。オープン戦では防御率7.36と振るわなかった。4月5日のヒューストン・アストロズとの開幕戦、日本人2人目となる2年連続の開幕投手を務め、5+2⁄3回2失点と好投したものの勝ち負けはつかなかった。9月21日のタンパベイ・レイズ戦では自己最多となる14勝目を記録したが、右前腕の張りのため先発が予定されていた同月26日の登板を回避した。それでも、メジャー3シーズン目にして初めて規定投球回に到達。チームトップの14勝を挙げたほか、防御率は最終盤まで最優秀防御率獲得のチャンスがあったが最終的に3.07のリーグ3位で1位とは0.07差で終えた。
2017年1月23日に自身のTwitterで第4回WBCの日本代表不参加の意思を表明した。スプリングトレーニングでは開始早々に当時の監督であるジョー・ジラルディから開幕投手に指名され、シーズンの目標として「34試合登板、230イニング」を宣言した。オープン戦は3勝1敗、防御率0.42を記録。開幕戦の4月2日のレイズ戦に先発し、日本人投手初の3年連続開幕投手となったが、3回途中で7失点と炎上した。14日のカージナルス戦で同年シーズン初勝利を記録。27日のレッドソックス戦では2014年5月14日のメッツ戦以来となる完封勝利を記録した。8月27日のマリナーズ戦で同年シーズン10勝目を挙げ、日本人メジャー初のデビューから4年連続2桁勝利を記録した。9月2日のレッドソックス戦ではMLB通算50勝目を記録。101試合目での到達は日本人投手史上最速記録。14日のボルチモア・オリオールズ戦ではNPB/MLB通算150勝を記録した。シーズン成績は13勝12敗、防御率4.74だったが、ポストシーズンでは2勝1敗、防御率0.90を記録した。オフの11月3日にオプトアウト権を行使せずヤンキースに残留することを発表。
2018年は3月31日の開幕2戦目にシーズン登板。6回3安打1失点8奪三振という好投し、ルーキーイヤーから実に4年ぶりとなる白星スタートを飾る。シーズン中盤、4週間の故障者リスト入りをするものの、最終的に「5年連続12勝」を達成した。NPB時代から含めると「10年連続2桁勝利」を達成しており、「NPBとMLBに跨っての10年連続2桁勝利」は史上初の快挙である。この年は3年ぶりに規定投球回未達に終わったが、12勝6敗、防御率3.75、WHIP1.13という成績を記録した。この年は、故障者リスト入りするまではイマイチだったが、復帰後に調子を上げた。また、ポストシーズンではボストン・レッドソックスとのALDSで、チーム唯一の勝ち星を挙げた。
2019年3月28日のオリオールズとの開幕戦で日本出身の投手として最多となる4度目の開幕投手を務め、5回2/3を6安打2失点（自責1）無四球5奪三振の好投で、念願の開幕戦初勝利を飾った。6月17日の対レイズ戦（ヤンキースタジアム）に先発し、9回2安打10奪三振1四球の快投でMLBでは自身4度目・1年ぶりの同年初完封。二塁を踏ませない快投だった。これでMLB通算69勝となり、王建民を抜きアジア出身の投手では単独4位となった。また、ヤンキースで被安打2以下、10奪三振以上の完封劇は、2002年のマイク・ムッシーナ以来17年ぶり。10奪三振＆完封勝利は日本人ではダルビッシュ有、黒田博樹、野茂英雄（5度）に次いで4人目となった。6月29日と6月30日にライバルのレッドソックスとMLB史上初となるヨーロッパでの公式戦となったロンドンのロンドン・スタジアムでの「ロンドンシリーズ」にヤンキースの一員として帯同。6月29日の試合に先発登板。しかし、両先発が1回持たずに降板（田中は2/3回、リック・ポーセロは1/3回）というMLB史上初となる珍事となった。試合は17対13でヤンキースが勝利。MLBオールスターゲームに代替選手として選出された。7月9日に開催されたMLBオールスターゲームでは、2回から2番手で登板して日本人史上3人目の登板を果たした。1回を1安打無失点に抑えると直後に味方が得点し、MLBオールスターゲーム初出場で日本人史上初の勝利投手となった。また、ヤンキースの投手がオールスターゲームで勝利投手となったのは71年ぶり5人目である。7月14日のブルージェイズ戦で、6回2失点で同年6勝目を挙げ、野茂英雄（123勝109敗）、黒田博樹（79勝79敗）に次いで日本人選手3人目となるMLB通算70勝（39敗）を記録した。8月11日のブルージェイズ戦（ロジャーズ・センター）で、9回途中3安打無失点で同年8勝目を挙げ、NPB/MLB通算171勝目（NPB99勝、MLB72勝）。現役日本選手の勝利数で松坂大輔、岩隈久志の各170勝を抜き単独トップに立った。8月27日の対マリナーズ戦（T-モバイル・パーク）で7回を投げ3安打無失点、1四球7奪三振の力投でシーズン10勝目（7敗）を挙げ、日本人投手初となる6年連続2桁勝利を達成した。NPB時代から含めると11年連続での2桁勝利となった。9月19日、マジック「1」で迎えたエンゼルス戦で先発登板。7回4安打1失点と好投し、ヤンキースの7年ぶり19回目のア・リーグ東地区優勝に貢献した。また、この試合で日本人投手5人目のMLB通算1,000投球回となった。同29日のテキサス・レンジャーズ戦でMLBでは初のリリーフを経験。2回から2番手として登板したが、3回5安打2失点で敗戦投手となった。最終成績は11勝9敗・防御率4.45で、対レッドソックス戦を除く29登板での防御率は3.52だったのに対し、対レッドソックス戦では3先発で防御率24.75を記録した。ポストシーズン、まずディビジョンシリーズ第2戦の先発で5回1失点に抑えてチームの全勝に貢献した。続くリーグチャンピオンシップシリーズ第1戦を6回無失点に抑え、デビュー以来PS7試合連続で2失点に封じたMLB史上初の先発投手となった。しかし第4戦では5回3失点で敗戦投手になり、その後チームもこのシリーズで敗退した。オフに右肘のクリーニング手術を受けた。
2020年は開幕2戦目の登板が有力視されていたが、新型コロナウイルス感染症の流行の影響で、シーズン開幕が不透明となった。アメリカでの感染拡大は終息の兆しが見えず、3月下旬にキャンプ地のフロリダから家族と共に日本に一時帰国した。アメリカではアジア人への差別や暴力なども発生する状況となっており、田中は球団広報を通じて「感染以外でも身の危険を感じさせられる出来事があり、十分に注意をしながら一時帰国する決断をしました」とコメントを出した。帰国後は日本政府の要請に従い、2週間の自宅待機となった。その後、7月4日から夏季キャンプが始まるのに合わせ、再度ニューヨークへ渡った。夏季キャンプ1日目の7月4日、練習中にチームメイトのジャンカルロ・スタントンの打った打球が頭部を直撃。約5分倒れ込むも、トレーナーに支えられ自力で歩行し病院に搬送された。その後復帰し、シーズンでは3勝3敗、防御率3.56の成績を記録した。新型コロナウイルス感染拡大によるレギュラーシーズンの試合数大幅削減により60試合制だったことで日本時代の2009年から続けてきた連続2桁勝利は11年でストップした。ポストシーズンではワイルドカードラウンド第2戦で先発したが、5回途中6失点で降板。その後地区シリーズ第3戦にも先発したが、5回途中5失点で敗戦投手となり、チームもこのシリーズで敗退した。オフの10月28日にFAとなった。

### 楽天復帰

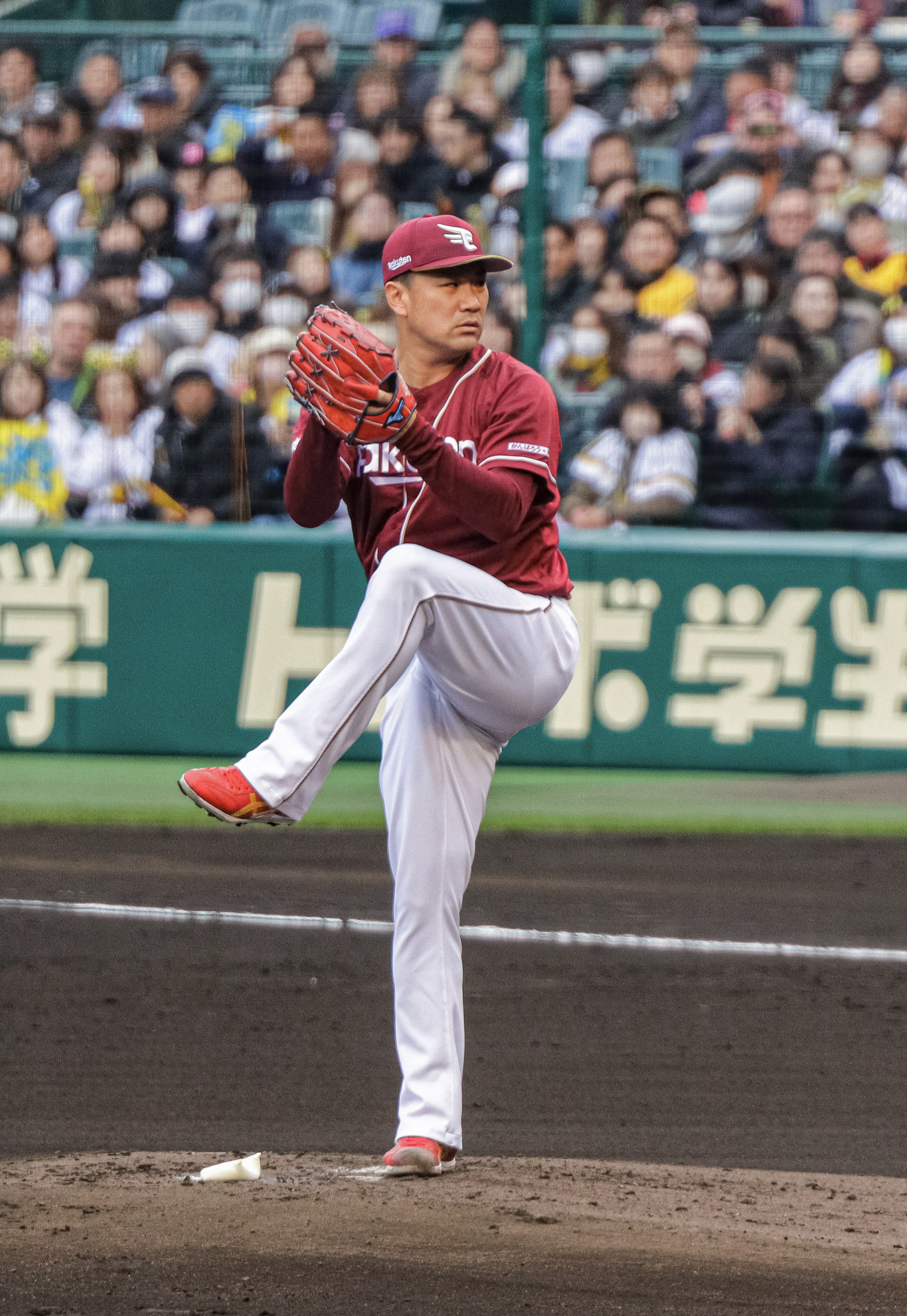
第二次楽天時代
（2024年3月6日）

2021年1月28日に東北楽天ゴールデンイーグルスが獲得を発表した。2年契約で推定年俸は9億円＋出来高払いとなり、日本人史上最高年俸となった。背番号は18。開幕第2戦（3月27日・対日本ハム・楽天生命パーク）に先発を予定していたが、3月25日に右ヒラメ筋損傷と診断されたため登板を回避した。4月17日の日本ハム戦（東京ドーム）で日本球界復帰後初登板初先発を果たしたが、初回に中田翔に先制2点本塁打を打たれると2回には石井一成にソロ本塁打を打たれ2回までに3失点を喫する。3回以降は無失点に抑えたが5回で降板し、5回3失点で敗戦投手となった。日本でのレギュラーシーズンで敗戦投手となったのは2012年8月19日の西武戦以来3163日ぶりだった。4月24日の西武戦（楽天生命パーク宮城では6回1失点でNPB復帰後初勝利を挙げると同時に史上139人目のNPB通算100勝を達成した。177試合の登板での達成は史上2番目の早さで、楽天のみでの100勝は田中が史上初だった。9月10日の対ロッテ戦（ZOZOマリンスタジアム）では佐々木朗希と初対決。田中は8回120球2失点、佐々木は8回99球2失点とお互い勝ち負けは付かなかった。結局レギュラーシーズンでは規定投球回に到達し、防御率はリーグ5位となる3.01を記録したものの、4勝9敗と負け越した。オフに、現状維持となる推定年俸9億円で契約を更改した。
2022年は開幕から先発ローテーション入りし、5月3日の日本ハム戦で史上181人目のNPB通算1500投球回を達成。5月10日、対ロッテ戦で9年ぶりの完封勝利を挙げる。8月30日に登録日数が9年に達したため、自身初めて海外FA権を取得した。最終戦の10月2日のオリックス戦で5回2失点でパ・リーグ単独最多の12敗目を喫し、9勝で2桁勝利に届かず。25登板で9勝12敗、防御率3.31に終わった。オフの11月9日に取得した海外FA権を行使せずに楽天と再契約を結んだことを発表した。推定年俸は、4億2500万円減となる4億7500万円となった。
2023年、NPBでは自身11年ぶりとなる開幕投手となる。7月19日、オールスターゲーム第1戦で、3回に3番手で登板し、10年ぶりに日本の球宴で登板した。最終成績は7勝11敗とし、2年連続のリーグ最多敗戦（小宮山悟（ロッテ）以来31年ぶり）、及び2年連続のリーグ最多失点となった。10月下旬、神奈川県内の病院で「右肘関節鏡視下クリーニング術」を受けたと発表した。オフに、2億1500万円減となる推定年俸2億6000万円＋出来高払いで契約を更改した。
2024年は、オープン戦で登板をしていたが手術の影響で状態が上がらず二軍調整となる。3月20日のイースタン・リーグのDeNA戦を最後に実戦から離れていたが、8月7日、二軍の練習試合で復帰し調整登板を続ける。9月28日のオリックス戦（楽天モバイルパーク）で一軍初登板となるが、5回4失点で敗戦投手となった。30日に出場選手登録を外れ、1試合のみの登板に終わり、プロ18年目で初のシーズン未勝利となった。オフの契約交渉では減額制限を超える減額提示を受けていたが、田中はこれを拒否して自由契約となることを選択。契約保留選手名簿に載らない形で12月2日に自由契約となった。

### 巨人時代
2024年12月24日、読売ジャイアンツとの契約合意が発表された。同年12月25日に入団会見を行い、背番号は「11」に決まった。推定年俸は1億6000万円＋出来高払い。
2025年は、4月3日の対中日ドラゴンズ戦で移籍後初登板となる先発登板を果たし、5回96球を投げて、5安打3四球を許すも、1奪三振1失点で勝利投手となり、586日ぶりの白星を挙げた。

## 選手としての特徴
| 球種                       | 配分 | 平均球速 | 平均球速 |
| 球種                       | %    | mph      | km/h     |
| -------------------------- | ---- | -------- | -------- |
| スライダー                 | 37.7 | 84.0     | 135.2    |
| フォーシーム               | 24.8 | 92.3     | 148.5    |
| スプリット                 | 24.1 | 87.1     | 140.2    |
| シンキング・ファストボール | 7.5  | 91.5     | 147.3    |
| カーブ                     | 5.9  | 75.0     | 120.7    |

投球モーションは高めのスリークォーター。MLB移籍後は、平均91.5mph（約147.3km/h）・最速98mph（約157.7km/h）の速球（シンキング・ファストボール、フォーシーム）と、平均87mph（約140km/h）前後のスプリット、平均83-84mph（約134-135km/h）で大きく変化するスライダーが全投球の8割超を占め、その他に平均88-89mph（約142-143km/h）のカットボール、平均75-76mph（約121-122km/h）のカーブを投げ分ける。田中自身がシンキング・ファストボールのことをツーシームと呼んでいる。
『週刊ベースボール』に掲載されていた変化球特集記事でブライアン・ファルケンボーグ（当時福岡ソフトバンクホークス）のワンシームの握りのスプリットを見かけて真似、ワンシームの握りのスプリットを習得する。それ以降、フォークを封印してスプリットを投げるようになったという。
2018年オフ、従来のカーブよりも約7pmh（約11km/h）速いナックルカーブを開拓する。
プロ1年目、縦のスライダーを軸にした投球スタイルで奪三振率は9.46を記録。2年目からは変化の小さい球種を使った打たせて取る投球をするようになり、奪三振率8.30を下回り奪三振が減少傾向にあったが、5年目の2011年には前年の2倍以上となる241奪三振を記録し、奪三振の半数近くをスプリットで奪った。
守備に関してはゴールデングラブ賞を3度受賞。守備防御点は2016年にア・リーグの投手では1位タイとなる数値を記録し、MLB通算で+22を記録している（2019年シーズン終了時点）。牽制も素早い。かつてはクイックモーションに課題があり、1年目のシーズン許盗塁数28は12球団ワーストだったが、翌年の春季キャンプまでに練習で克服している。
NPB時代、メンタル面についても高く評価されていた。

### 記録
シーズンによっては防御率もすこぶるよく、防御率1.50以下を2シーズン記録した。
制球力を示す指標である奪三振を与四球で割るK/BBでは、生涯1000イニング以上投げた投手の中では日本プロ野球歴代3位となる通算4.50を記録している。NPBでの通算の与四球率は1.9、メジャー通算は1.8。
福岡ソフトバンクホークスと北海道日本ハムファイターズに対して相性が良く、2013年までの通算成績は対ソフトバンク16勝3敗、対日本ハムは23勝6敗と勝ち越している。一方、埼玉西武ライオンズとの相性は悪く、パ・リーグでは唯一通算で負け越している。

## 人物
日本での愛称は「マー君」。2006年8月27日の練習後の田中と斎藤佑樹の会見で互いに「マー君」「佑ちゃん」と呼び合っていることを明かし、両者の愛称が広まっていった。ヤンキース移籍後は「マサ」の他、メディアでは「タナカ・タイム（TANAKA TIME）」と呼ばれ、田中本人を表すハッシュタグにも使用される。
1988年生まれのプロ野球選手（ハンカチ世代）を集めた「88年会」の発起人であり、前田健太、坂本勇人らとともに子供達を対象にした野球教室などを行っている。
父親は2010年に「ベスト・ファーザー賞 in 関西」一般部門を受賞している。2学年下の弟の田中雄士はトレーナー。2019年シーズン終了後、広島東洋カープの秋季キャンプの臨時トレーナーを務めたことがある。兄・将大の影響で野球を始め、大学時代まで16年間プレーを続けていた。
東京オリンピック 野球日本代表（侍ジャパン）として金メダルを獲得した栄誉をたたえ、2022年2月7日、宮城県仙台市の宮城野原公園総合運動場・宮城球場（楽天生命パーク宮城）入口前に記念のゴールドポスト（第65号）が設置された（ゴールドポストプロジェクト）。

### 趣味・好物
女性アイドルに造詣が深く、最初は現在の妻、里田まいやモーニング娘。等が所属しているハロー!プロジェクトのファンだった。その後、ももいろクローバーZのライブへ足を運ぶようになり、メンバー全員が好きな状態である「箱推し」を公言している。楽天イーグルスおよびニューヨーク・ヤンキース在籍時ともに、同グループの楽曲を登場曲として使用（2014年以降は、田中への応援メッセージが詞に込められたオリジナル曲を毎年提供されてきた）。2021年にはそれらを収録した、ももいろクローバーZのアルバム『田中将大』がリリースされた。2017年には「田中将大のオールナイトニッポンNY」で共演した。
ボウリングは平均スコア170、ベストスコアは216（2007年当時）。楽天時代、球団からは「故障防止のためプレーはシーズンオフに限ること」と言い渡されていた。楽天の公式サイトでは釣りも趣味となっており、テレビ東京系列の釣りに関連したテレビ番組に出演するほどである。ゴルフも「趣味以上」と語っている。
競馬ファンでもあり、2014年以降春・秋のGIシーズンになると、東京スポーツ紙上でJRAのGIレースの予想を行うのが恒例となっている。2014年12月の第59回有馬記念では、同レース史上初となる公開枠順抽選会のスペシャルゲストに選ばれた。そこで知り合った武豊や北島三郎、ミルコ・デムーロ、藤田菜七子らとは親交があり、2016年6月にはベルモントステークス騎乗のため渡米していた武をヤンキースタジアムに招待している。また、ゲーム『ウマ娘 プリティーダービー』もサービス開始当初からプレイしており、自身のTwitterなどでその進捗を報告している。
好きな食べ物には桜えびがかかったたこ焼き・焼肉などがあるが、一番好きなのは「デミグラスソースのオムライス」だという。オムライスに関するエピソードとしては、2017年最初にインスタグラムに投稿した料理がオムライスであったこと、Kスタでナイターに登板する際は、必ず昼食に妻・里田まいの作ったオムライスを食べてから球場入りしていたことなどがあげられる。一方で嫌いな食べ物はガスパチョ。苦手な食べ物は生のトマト、カキフライ。

### 野球以外の活動
2016年には、楽天本社で三木谷浩史と面会し、対談した。
同年12月18日には、サンデースポーツで浅田舞、一橋忠之、杉浦友紀らと共演。
同年の大晦日には、TBS系列の番組「KYOKUGEN2016」に出演し、爆笑問題、前田健太らと共演した。
2017年には、2月11日、18日にテレビ東京系列で放送された「THE フィッシング」でバスプロの清水盛三と共演した。その後、プライベートでも一緒に釣りをするほど仲良くなった。
同年2月17日にTBS系列で放送されたA-Studioに出演し、笑福亭鶴瓶らと共演した。

### 他選手との親交
松井裕樹とは仲が良く、ファンから「兄弟」と呼ばれるほどである。

## 詳細情報

### 年度別投手成績
| 年 度     | 球 団     | 登 板 | 先 発 | 完 投 | 完 封 | 無 四 球 | 勝 利 | 敗 戦 | セ 丨 ブ | ホ 丨 ル ド | 勝 率 | 打 者 | 投 球 回 | 被 安 打 | 被 本 塁 打 | 与 四 球 | 敬 遠 | 与 死 球 | 奪 三 振 | 暴 投 | ボ 丨 ク | 失 点 | 自 責 点 | 防 御 率 | W H I P |
| --------- | --------- | ----- | ----- | ----- | ----- | -------- | ----- | ----- | -------- | ----------- | ----- | ----- | -------- | -------- | ----------- | -------- | ----- | -------- | -------- | ----- | -------- | ----- | -------- | -------- | ------- |
| 2007      | 楽天      | 28    | 28    | 4     | 1     | 0        | 11    | 7     | 0        | 0           | .611  | 800   | 186.1    | 183      | 17          | 68       | 2     | 7        | 196      | 10    | 1        | 83    | 79       | 3.82     | 1.35    |
| 2008      | 楽天      | 25    | 24    | 5     | 2     | 1        | 9     | 7     | 1        | 0           | .563  | 726   | 172.2    | 171      | 9           | 54       | 3     | 2        | 159      | 6     | 0        | 71    | 67       | 3.49     | 1.30    |
| 2009      | 楽天      | 25    | 24    | 6     | 3     | 0        | 15    | 6     | 1        | 0           | .714  | 771   | 189.2    | 170      | 13          | 43       | 0     | 7        | 171      | 3     | 0        | 51    | 49       | 2.33     | 1.12    |
| 2010      | 楽天      | 20    | 20    | 8     | 1     | 2        | 11    | 6     | 0        | 0           | .647  | 643   | 155.0    | 159      | 9           | 32       | 1     | 5        | 119      | 1     | 0        | 47    | 43       | 2.50     | 1.23    |
| 2011      | 楽天      | 27    | 27    | 14    | 6     | 4        | 19    | 5     | 0        | 0           | .792  | 866   | 226.1    | 171      | 8           | 27       | 0     | 5        | 241      | 7     | 0        | 35    | 32       | 1.27     | 0.87    |
| 2012      | 楽天      | 22    | 22    | 8     | 3     | 4        | 10    | 4     | 0        | 0           | .714  | 696   | 173.0    | 160      | 4           | 19       | 0     | 2        | 169      | 4     | 0        | 45    | 36       | 1.87     | 1.03    |
| 2013      | 楽天      | 28    | 27    | 8     | 2     | 1        | 24    | 0     | 1        | 0           | 1.000 | 822   | 212.0    | 168      | 6           | 32       | 0     | 3        | 183      | 9     | 0        | 35    | 30       | 1.27     | 0.94    |
| 2014      | NYY       | 20    | 20    | 3     | 1     | 1        | 13    | 5     | 0        | 0           | .722  | 542   | 136.1    | 123      | 15          | 21       | 0     | 4        | 141      | 4     | 0        | 47    | 42       | 2.77     | 1.06    |
| 2015      | NYY       | 24    | 24    | 1     | 0     | 0        | 12    | 7     | 0        | 0           | .632  | 609   | 154.0    | 126      | 25          | 27       | 0     | 1        | 139      | 4     | 0        | 66    | 60       | 3.51     | 0.99    |
| 2016      | NYY       | 31    | 31    | 0     | 0     | 0        | 14    | 4     | 0        | 0           | .778  | 805   | 199.2    | 179      | 22          | 36       | 0     | 3        | 165      | 7     | 0        | 75    | 68       | 3.07     | 1.08    |
| 2017      | NYY       | 30    | 30    | 1     | 1     | 1        | 13    | 12    | 0        | 0           | .520  | 752   | 178.1    | 180      | 35          | 41       | 1     | 7        | 194      | 7     | 0        | 100   | 94       | 4.74     | 1.24    |
| 2018      | NYY       | 27    | 27    | 1     | 1     | 0        | 12    | 6     | 0        | 0           | .667  | 635   | 156.0    | 141      | 25          | 35       | 0     | 7        | 159      | 3     | 0        | 68    | 65       | 3.75     | 1.13    |
| 2019      | NYY       | 32    | 31    | 1     | 1     | 0        | 11    | 9     | 0        | 0           | .550  | 759   | 182.0    | 186      | 28          | 40       | 0     | 2        | 149      | 7     | 0        | 95    | 90       | 4.45     | 1.24    |
| 2020      | NYY       | 10    | 10    | 0     | 0     | 0        | 3     | 3     | 0        | 0           | .500  | 197   | 48.0     | 48       | 9           | 8        | 0     | 2        | 44       | 0     | 0        | 25    | 19       | 3.56     | 1.17    |
| 2021      | 楽天      | 23    | 23    | 1     | 0     | 0        | 4     | 9     | 0        | 0           | .308  | 624   | 155.2    | 131      | 17          | 29       | 0     | 5        | 126      | 6     | 1        | 54    | 52       | 3.01     | 1.03    |
| 2022      | 楽天      | 25    | 25    | 1     | 1     | 0        | 9     | 12    | 0        | 0           | .429  | 668   | 163.0    | 160      | 16          | 30       | 0     | 4        | 126      | 4     | 0        | 65    | 60       | 3.31     | 1.17    |
| 2023      | 楽天      | 24    | 24    | 0     | 0     | 0        | 7     | 11    | 0        | 0           | .389  | 600   | 139.1    | 156      | 15          | 38       | 0     | 5        | 81       | 5     | 0        | 79    | 76       | 4.91     | 1.39    |
| 2024      | 楽天      | 1     | 1     | 0     | 0     | 0        | 0     | 1     | 0        | 0           | .000  | 23    | 5.0      | 6        | 1           | 2        | 0     | 0        | 1        | 0     | 0        | 4     | 4        | 7.20     | 1.60    |
| NPB：11年 | NPB：11年 | 248   | 245   | 55    | 19    | 12       | 119   | 68    | 3        | 0           | .636  | 7239  | 1778.0   | 1635     | 117         | 372      | 6     | 45       | 1572     | 55    | 2        | 569   | 528      | 2.67     | 1.13    |
| MLB：7年  | MLB：7年  | 174   | 173   | 7     | 4     | 2        | 78    | 46    | 0        | 0           | .629  | 4299  | 1054.1   | 983      | 159         | 208      | 1     | 26       | 991      | 32    | 0        | 476   | 438      | 3.74     | 1.13    |

- 2024年度シーズン終了時
- 各年度の太字はリーグ最高、赤太字は日本プロ野球における歴代最高

### 年度別投手（先発）成績所属リーグ内順位
| 年 度 | 年 齢 | 機 構 | リ ｜ グ   | 投手 タイトル数 (※注1) | 完 投 | 完 封 | 勝 利 | 勝 率 | 投 球 回 | 奪 三 振 | 防 御 率 |
| ----- | ----- | ----- | ---------- | ---------------------- | ----- | ----- | ----- | ----- | -------- | -------- | -------- |
| 2007  | 19    | NPB   | パ・リーグ | 0                      | 6位   | 5位   | 6位   | 7位   | 4位      | 2位      | -        |
| 2008  | 20    | NPB   | パ・リーグ | 0                      | 5位   | 2位   | 8位   | -     | 4位      | 3位      | -        |
| 2009  | 21    | NPB   | パ・リーグ | 0                      | 3位   | 2位   | 2位   | 3位   | 2位      | 3位      | 3位      |
| 2010  | 22    | NPB   | パ・リーグ | 0                      | 2位   | 4位   | 6位   | 4位   | -        | 9位      | 3位      |
| 2011  | 23    | NPB   | パ・リーグ | 3                      | 1位   | 1位   | 1位   | 1位   | 2位      | 2位      | 1位      |
| 2012  | 24    | NPB   | パ・リーグ | 1                      | 1位   | 1位   | 6位   | 3位   | 10位     | 1位      | 2位      |
| 2013  | 25    | NPB   | パ・リーグ | 3                      | 2位   | 2位   | 1位   | 1位   | 2位      | 2位      | 1位      |
| 2014  | 26    | MLB   | ア・リーグ | 0                      | 2位   | 3位   | -     | -     | -        | -        | -        |
| 2015  | 27    | MLB   | ア・リーグ | 0                      | 4位   | -     | 8位   | -     | -        | -        | -        |
| 2016  | 28    | MLB   | ア・リーグ | 0                      | -     | -     | 7位   | -     | 10位     | -        | 3位      |
| 2017  | 29    | MLB   | ア・リーグ | 0                      | 3位   | 2位   | 6位   | 7位   | 10位     | 8位      | -        |
| 2018  | 30    | MLB   | ア・リーグ | 0                      | 2位   | 1位   | 7位   | 6位   | -        | -        | -        |
| 2019  | 31    | MLB   | ア・リーグ | 0                      | 3位   | 2位   | 9位   | -     | 9位      | -        | -        |
| 2020  | 32    | MLB   | ア・リーグ | 0                      | -     | -     | -     | -     | -        | -        | -        |
| 2021  | 33    | NPB   | パ・リーグ | 0                      | 6位   | -     | -     | -     | 6位      | -        | 5位      |
| 2022  | 34    | NPB   | パ・リーグ | 0                      | 10位  | 5位   | -     | 8位   | 3位      | 7位      | 8位      |
| 2023  | 35    | NPB   | パ・リーグ | 0                      | -     | -     | -     | -     | 10位     | -        | -        |
| 2024  | 36    | NPB   | パ・リーグ | 0                      | -     | -     | -     | -     | -        | -        | -        |

- - は10位未満（防御率における規定投球回未達も - と表記）
- 太字は規定投球回到達年度、年度背景色金色は最優秀選手賞（MVP）受賞年度、年齢背景色金色は沢村栄治賞受賞年齢
- タイトル数の背景色金色はタイトル獲得、（注1）NPBで投手タイトルとして個人表彰の対象となるのは、最多勝利、最優秀防御率、最多奪三振、最高勝率の4つである。

### オリンピックでの投手成績
| 年 度 | 代 表 | 登 板 | 先 発 | 勝 利 | 敗 戦 | セ ｜ ブ | 打 者 | 投 球 回 | 被 安 打 | 被 本 塁 打 | 与 四 球 | 敬 遠 | 与 死 球 | 奪 三 振 | 暴 投 | ボ ｜ ク | 失 点 | 自 責 点 | 防 御 率 |
| ----- | ----- | ----- | ----- | ----- | ----- | -------- | ----- | -------- | -------- | ----------- | -------- | ----- | -------- | -------- | ----- | -------- | ----- | -------- | -------- |
| 2008  | 日本  | 3     | 0     | 0     | 0     | 0        | 27    | 7.0      | 3        | 0           | 3        | 0     | 0        | 9        | 0     | 0        | 0     | 0        | 0.00     |
| 2021  | 日本  | 1     | 1     | 0     | 0     | 0        | 18    | 3.2      | 6        | 0           | 1        | 0     | 1        | 6        | 0     | 0        | 3     | 3        | 7.36     |

### WBCでの投手成績
| 年 度 | 代 表 | 登 板 | 先 発 | 勝 利 | 敗 戦 | セ ｜ ブ | 打 者 | 投 球 回 | 被 安 打 | 被 本 塁 打 | 与 四 球 | 敬 遠 | 与 死 球 | 奪 三 振 | 暴 投 | ボ ｜ ク | 失 点 | 自 責 点 | 防 御 率 |
| ----- | ----- | ----- | ----- | ----- | ----- | -------- | ----- | -------- | -------- | ----------- | -------- | ----- | -------- | -------- | ----- | -------- | ----- | -------- | -------- |
| 2009  | 日本  | 4     | 0     | 0     | 0     | 0        | 11    | 2.1      | 3        | 1           | 0        | 0     | 0        | 5        | 0     | 0        | 1     | 1        | 3.86     |
| 2013  | 日本  | 4     | 1     | 0     | 0     | 0        | 29    | 7.0      | 10       | 0           | 0        | 0     | 0        | 12       | 0     | 0        | 3     | 2        | 2.57     |

### MLBポストシーズン投手成績
| 年 度     | 球 団     | シ リ ｜ ズ | 登 板 | 先 発 | 勝 利 | 敗 戦 | セ ｜ ブ | ホ ｜ ル ド | 勝 率 | 打 者 | 投 球 回 | 被 安 打 | 被 本 塁 打 | 与 四 球 | 敬 遠 | 与 死 球 | 奪 三 振 | 暴 投 | ボ ｜ ク | 失 点 | 自 責 点 | 防 御 率 | W H I P |
| --------- | --------- | ----------- | ----- | ----- | ----- | ----- | -------- | ----------- | ----- | ----- | -------- | -------- | ----------- | -------- | ----- | -------- | -------- | ----- | -------- | ----- | -------- | -------- | ------- |
| 2015      | NYY       | ALWC        | 1     | 1     | 0     | 1     | 0        | 0           | .000  | 21    | 5.0      | 4        | 2           | 3        | 0     | 0        | 3        | 0     | 0        | 2     | 2        | 3.60     | 1.40    |
| 2017      | NYY       | ALDS        | 1     | 1     | 1     | 0     | 0        | 0           | 1.000 | 23    | 7.0      | 3        | 0           | 1        | 0     | 0        | 7        | 0     | 0        | 0     | 0        | 0.00     | 0.57    |
| 2017      | NYY       | ALCS        | 2     | 2     | 1     | 1     | 0        | 0           | .500  | 49    | 13.0     | 7        | 0           | 2        | 0     | 0        | 11       | 2     | 0        | 2     | 2        | 1.38     | 0.69    |
| 2018      | NYY       | ALDS        | 1     | 1     | 1     | 0     | 0        | 0           | 1.000 | 19    | 5.0      | 3        | 1           | 1        | 0     | 0        | 4        | 0     | 0        | 1     | 1        | 1.80     | 0.80    |
| 2019      | NYY       | ALDS        | 1     | 1     | 1     | 0     | 0        | 0           | 1.000 | 19    | 5.0      | 3        | 0           | 1        | 0     | 1        | 7        | 0     | 0        | 1     | 1        | 1.80     | 0.80    |
| 2019      | NYY       | ALCS        | 2     | 2     | 1     | 1     | 0        | 0           | .500  | 40    | 11.0     | 5        | 1           | 3        | 0     | 0        | 5        | 0     | 0        | 4     | 3        | 2.45     | 0.73    |
| 2020      | NYY       | ALWC        | 1     | 1     | 0     | 0     | 0        | 0           | .000  | 20    | 4.0      | 5        | 0           | 3        | 0     | 0        | 3        | 0     | 0        | 6     | 6        | 13.50    | 2.00    |
| 2020      | NYY       | ALDS        | 1     | 1     | 0     | 1     | 0        | 0           | .000  | 21    | 4.0      | 8        | 2           | 1        | 0     | 0        | 4        | 0     | 0        | 5     | 5        | 11.25    | 2.25    |
| 出場：5回 | 出場：5回 | 出場：5回   | 10    | 10    | 5     | 4     | 0        | 0           | .556  | 212   | 54.0     | 38       | 6           | 15       | 0     | 1        | 44       | 2     | 0        | 21    | 20       | 3.33     | 0.98    |

- 2024年度シーズン終了時

### 年度別守備成績
| 年 度 | 球 団 | 投手（P） | 投手（P） | 投手（P） | 投手（P） | 投手（P） | 投手（P） |
| 年 度 | 球 団 | 試 合     | 刺 殺     | 補 殺     | 失 策     | 併 殺     | 守 備 率  |
| ----- | ----- | --------- | --------- | --------- | --------- | --------- | --------- |
| 2007  | 楽天  | 28        | 5         | 32        | 1         | 1         | .974      |
| 2008  | 楽天  | 25        | 5         | 28        | 2         | 2         | .943      |
| 2009  | 楽天  | 25        | 9         | 31        | 2         | 0         | .952      |
| 2010  | 楽天  | 20        | 6         | 28        | 0         | 2         | 1.000     |
| 2011  | 楽天  | 27        | 16        | 43        | 2         | 2         | .967      |
| 2012  | 楽天  | 22        | 13        | 41        | 1         | 4         | .982      |
| 2013  | 楽天  | 28        | 14        | 40        | 0         | 4         | 1.000     |
| 2014  | NYY   | 20        | 12        | 14        | 0         | 1         | 1.000     |
| 2015  | NYY   | 24        | 11        | 19        | 0         | 2         | 1.000     |
| 2016  | NYY   | 31        | 11        | 30        | 1         | 1         | .975      |
| 2017  | NYY   | 30        | 8         | 22        | 0         | 1         | 1.000     |
| 2018  | NYY   | 27        | 14        | 24        | 1         | 4         | .974      |
| 2019  | NYY   | 32        | 9         | 18        | 2         | 3         | .931      |
| 2020  | NYY   | 10        | 3         | 7         | 0         | 0         | 1.000     |
| 2021  | 楽天  | 23        | 17        | 27        | 1         | 1         | .978      |
| 2022  | 楽天  | 25        | 5         | 24        | 0         | 2         | 1.000     |
| 2023  | 楽天  | 24        | 6         | 22        | 0         | 4         | 1.000     |
| 2024  | 楽天  | 1         | 1         | 1         | 0         | 0         | 1.000     |
| NPB   | NPB   | 248       | 80        | 347       | 9         | 22        | .979      |
| MLB   | MLB   | 174       | 85        | 134       | 4         | 12        | .981      |

- 2024年度シーズン終了時
- NPB時代の太字年はゴールデングラブ賞受賞

### タイトル
NPB
- 最多勝利：2回（2011年、2013年）
- 最優秀防御率：2回（2011年、2013年）
- 最多奪三振：1回（2012年）
- 最高勝率：2回（2011年、2013年） ※2011年は最優秀投手として表彰

### 表彰
NPB
- 沢村栄治賞：2回（2011年、2013年）
- 最優秀選手：1回（2013年）
- 新人王（2007年）
- ベストナイン：2回（投手部門：2011年、2013年）
- ゴールデングラブ賞：3回（投手部門：2011年 - 2013年）
- コミッショナー特別表彰（2013年）※シーズン24連勝のプロ野球記録
- 正力松太郎賞：1回（2013年）※特別賞、選手として表彰
- 月間MVP：12回（投手部門：2009年4月・8月、2010年5月、2011年6月・7月・10月、2012年6月、2013年5月・6月・7月・8月・9月） ※歴代最多
- 最優秀バッテリー賞：2回（2011年 捕手：嶋基宏、2013年 捕手：嶋基宏）
- 2007ゴールデン・ルーキー賞（2007年）
- 最優秀投手：1回（2011年）
- 「ジョージア魂」賞年間大賞：2回（2011年、2013年）
- 「ジョージア魂」賞：3回（2011年度第11回、2012年度第11回、2013年度第9回）
- セ・パ交流戦 日本生命賞：1回（2013年）
- クライマックスシリーズファイナルステージMVP（2013年）
- 日本シリーズ優秀選手賞（2013年）
- 日本シリーズ みんなで選ぶコナミ賞（2013年）
- オールスターゲーム敢闘選手賞（2013年第1戦）

MLB
- 月間MVP：1回（投手部門：2014年5月）
- Topps ルーキーオールスターチーム（英語版）（右投手部門：2014年）[注 10]

その他
- 宮城県民栄誉賞（2013年）
- 兵庫県スポーツ優秀選手特別賞：1回（2013年）[220]
- 伊丹市民栄誉賞（2013年、2021年）[221]
- 毎日スポーツ人賞グランプリ（2013年）
- 報知プロスポーツ大賞（2013年）
- 眠り of the year（2013年）
- 日本プロスポーツ大賞
  - 大賞（2013年）
  - 功労賞（2013年）
  - 新人賞（2007年）
- ベストジーニスト グローバル特別敢闘賞（2014年）
- ハッピーハンド（2013年）[222]
- 日本自然保護大賞（2020年）

### 記録

#### NPB
初記録
投手記録
- 初登板・初先発：2007年3月29日、対福岡ソフトバンクホークス3回戦（福岡Yahoo! JAPANドーム）、1回2/3を6失点[223][224]
- 初奪三振：同上、1回裏に多村仁から空振り三振[225]
- 初勝利・初完投勝利：2007年4月18日、対福岡ソフトバンクホークス5回戦（フルキャストスタジアム宮城）、9回2失点
- 初完封勝利：2007年6月13日、対中日ドラゴンズ3回戦（フルキャストスタジアム宮城） ※高卒新人史上15人目
- 初セーブ：2008年6月22日、対広島東洋カープ3回戦（広島市民球場）、7回裏に2番手で救援登板・完了、3回無失点

打撃記録
- 初打席：2007年5月30日、対中日ドラゴンズ1回戦（浜松球場）、2回表に朝倉健太から投前犠打
- 初打点：2008年5月25日、対東京ヤクルトスワローズ1回戦（明治神宮野球場）、6回表に鎌田祐哉から遊撃ゴロの間に記録
- 初安打：2009年6月18日、対広島東洋カープ4回戦（MAZDA Zoom-Zoom スタジアム広島）、3回表に大竹寛から中前安打

節目の記録
- 1000投球回：2012年6月29日、対福岡ソフトバンクホークス9回戦（日本製紙クリネックススタジアム宮城）、4回表にウィリー・モー・ペーニャを三振 ※史上327人目[223]
- 1000奪三振：2012年8月19日、対埼玉西武ライオンズ16回戦（西武ドーム）、5回裏に栗山巧から空振り三振で達成 ※史上131人目[225]
- 100勝：2021年4月24日、対埼玉西武ライオンズ5回戦（楽天生命パーク宮城）、6回1失点 ※史上139人目、177試合での到達は歴代2位の早さ[226]
- 1500投球回：2022年5月3日、対北海道日本ハムファイターズ7回戦（札幌ドーム）、1回裏に中島卓也を二ゴロ ※史上181人目、球団史上初[227]
- 1500奪三振：2023年4月6日、対埼玉西武ライオンズ3回戦（楽天モバイルパーク宮城）、6回表に山川穂高から空振り三振 ※史上59人目[228]

その他の記録
- 1試合18奪三振：2011年8月27日、対福岡ソフトバンクホークス20回戦（日本製紙クリネックススタジアム宮城） ※歴代3位タイ[229]
- シーズン2度の1試合15奪三振以上：2011年 ※史上3人目[230]
- 延長戦無四球完封勝利：2012年8月26日、対北海道日本ハムファイターズ21回戦（延長10回 日本製紙クリネックススタジアム宮城） ※パ・リーグでは1971年6月24日の高橋直樹（東映）以来41年ぶり[231]
- 高卒1年目から7年連続完封勝利 ※史上5人目[232]
- 28連勝：2012年8月26日 - 2013年10月8日 ※史上最長、ギネス世界記録認定[233]
- 開幕から24連勝：2013年4月2日 - 2013年10月8日 ※史上最長、ギネス世界記録認定[234]
- シーズン24連勝：同上 ※史上最長
- 先発登板機会17連勝：2013年6月9日 - 2013年10月8日 ※日本プロ野球記録
- 登板機会15連勝：2013年6月9日 - 2013年9月21日 ※日本プロ野球タイ記録
- シーズン勝率1.000：2013年 ※史上4人目、2リーグ制以降では間柴茂有以来2人目、20勝以上を挙げての記録は史上初[235]
- シーズン無敗での最多勝：2013年 ※史上初[236]
- シーズン24勝：2013年 ※楽天球団記録
- クライマックスシリーズ3連勝（2013年現在） ※CSタイ記録[72]
- クライマックスシリーズ3試合連続完投勝利（2013年現在、CS初登板から） ※CS記録[72]
- 日本シリーズ楽天球団初勝利：2013年第2戦、対読売ジャイアンツ戦（Kスタ宮城）、9回1失点で完投勝利[75]
- 日本シリーズ毎回奪三振：同上、12奪三振、史上3人目
- 日本シリーズ2桁奪三振：同上、史上18人目20度目
- 通算K/BB：4.50（生涯1000イニング以上投げた投手の中では日本プロ野球歴代3位）[197]
- ポストシーズンを含め30連勝：2012年8月26日 - 2013年10月27日（シーズン公式戦:28、CS:1、日本シリーズ:1） ※ギネス世界記録認定
- オールスターゲーム出場：7回（2007年、2008年、2009年、2011年、2012年、2013年、2023年）※2021年も選出されたが、体調不良のため欠場[237]
- 開幕投手：2回（2012年、2023年）

#### MLB
初記録
投手記録
- 初登板・初先発登板・初勝利・初先発勝利：2014年4月4日、対トロント・ブルージェイズ戦（ロジャースセンター）、7回3失点（自責点2）
- 初奪三振：同上、1回裏にホセ・バティスタから見逃し三振
- 初完投・初完封勝利：2014年5月14日、対ニューヨーク・メッツ戦（シティ・フィールド） ※日本人投手として史上7人目

打撃記録
- 初安打：同上、9回表にホセ・バルベルデから中前安打

節目の記録
- 1000投球回：2019年9月19日、対ロサンゼルス・エンゼルス戦（ヤンキー・スタジアム） ※日本人投手5人目[238]

その他の記録
- 6年連続2桁勝利：2014年 - 2019年 ※日本人投手史上初
- 開幕投手：4回（2015 - 2017年、2019年） ※日本人投手最多、3年連続は日本人初
- MLBオールスターゲーム選出：2回（2014年、2019年）

#### NPB/MLB通算
節目の記録
- 100勝：2014年4月4日、対トロント・ブルージェイズ戦（NPB:99、MLB:1）
- 1500奪三振：2015年9月8日、対ボルチモア・オリオールズ戦、5回表にジミー・パラデスから空振り三振（NPB:1238、MLB:262）
- 150勝：2017年9月14日、対ボルチモア・オリオールズ戦（NPB:99、MLB:51）
- 2000奪三振：2018年8月28日、対シカゴ・ホワイトソックス戦、1回表にアビサイル・ガルシアから空振り三振（NPB:1238、MLB:762）
- 2500投球回：2021年10月3日、対千葉ロッテマリーンズ23回戦（楽天生命パーク宮城）、4回表二死目にアデイニー・エチェバリアから二直（NPB:1445.2、MLB:1054.1）[239]
- 2500奪三振：2023年4月21日、対北海道日本ハムファイターズ4回戦（楽天モバイルパーク宮城）、4回表二死目にアリスメンディ・アルカンタラから空振り三振（NPB：1509、MLB：991）[240]

その他の記録
- レギュラーシーズン34連勝：2012年8月26日 - 2014年5月20日（NPB:28、MLB:6）[241]

### 背番号
- 18（2007年[26] - 2013年、2021年[3] - 2024年、2020年東京オリンピック）
- 19（2014年[92] - 2020年）
- 15（2008年北京オリンピック、2009年WBC）
- 17（2013年WBC）
- 11（2025年[177] - ）

### 登場曲
- 「スフィアの羽根」スキマスイッチ（2007年）
- 「1/6000000000 feat. C&K」九州男（2008年）
- 「Are you ready?」twenty 4-7（2009年）
- 「HANABI」Mr.Children（2010年）
- 「あとひとつ」FUNKY MONKEY BABYS（2010年 - 2011年、2012年以降9回登板時のみ、2013年11月の日本シリーズ第7戦試合のみ（この年はFUNKY MONKEY BABYSは解散している）、2021年10月のレギュラーシーズン最後の登板時のみ（この年からFUNKY MONKEY BΛBY'Sとして再始動している）
- 「走れ!」ももいろクローバー（2012年）
- 「ファースト・ラビット」AKB48（2012年8月26日）
- 「overture」ももいろクローバーZ（2013年開幕 - 6月6日）
- 「DNA狂詩曲」ももいろクローバーZ（2013年6月16日 - 同年終了）
- 「My Dear Fellow」ももいろクローバーZ（2014年）
- 「勝手に君に」ももいろクローバーZ（2015年）
- 「GET Z, GO!!!!!」ももいろクローバーZ（2016年）
- 「何時だって挑戦者」ももいろクローバーZ（2017年）
- 「吼えろ」ももいろクローバーZ（2018年）
- 「背番号」ももいろクローバーZ（2019年）
- 「On Your Mark」ももいろクローバーZ（2020年）
- 「吼えろ2021」ももいろクローバーZ with ファンキー加藤（2021年）
- 「一味同心」ももいろクローバーZ（2022年）[注 11][242]
- 「Re:volution」ももいろクローバーZ（2023年）[注 12]
- 「Burn your Beat」ももいろクローバーZ（2024年）

ももいろクローバーZが田中将大投手へ贈った歴代応援歌を収録したアルバム『田中将大』が2021年2月24日に発売された。

### 代表歴
- 2005年AAAアジア野球選手権大会日本代表
- 2006年日米親善高校野球大会
- 2008年オリンピック野球日本代表
- 2009 ワールド・ベースボール・クラシック日本代表
- 2013 ワールド・ベースボール・クラシック日本代表
- 2020年オリンピック野球日本代表

## 関連情報

### 出演

#### テレビ番組
- スポーツ大陸（2008年4月11日、NHK BS1） - 「進化する歳〜楽天イーグルス 田中将大」
- バース・デイ（TBS）
  - 2008年5月8日 - 「田中将大19歳の素顔・そして2年目の進化」
  - 2008年11月27日 - 「田中将大 2年目の進化」
  - 2013年11月2日 - 「VOL.397STORY 負けない男…田中将大25歳〜日本シリーズ激闘大偉業の真実」
- 情熱大陸（2009年2月15日、TBS） - 毎日放送制作の人間密着ドキュメンタリー番組。
- 田中将大の一本道 〜熱きアスリートたちの想い〜（2010年1月31日、東北放送） - 上田桃子との対談がメインのドキュメンタリー番組。
- おしえて田中将大選手!（2013年1月1日、NHK総合） - 一流アスリートがビデオレターで送られてきた子どもたちの質問に答える「おしえて」シリーズ。
- アスリートの魂（2013年11月13日、NHK BS1） - 「日本一への3419球 楽天 田中将大」 スポーツドキュメンタリー番組。
- 今夜解禁!石橋貴明のスポーツ伝説…光と影（2014年4月6日、TBS） - 石橋貴明がスポーツ史に隠された真実を自ら取材するスポーツドキュメンタリー番組。
- “試練” 田中将大 大リーグ挑戦の軌跡（2014年12月27日、NHK BS1）
- ボクらの時代（2013年1月27日、フジテレビ） -田中将大×坂本勇人×澤村拓一対談。
- 報道ステーション（2014年12月23日・24日、テレビ朝日） - 「ダルビッシュ×田中将大×工藤公康スペシャル対談」
- S☆1（TBS）
  - 2013年7月15日 - 田中将大特集。（開幕12連勝、田中将大が勝ち続けられる理由と究極の目標）
  - 2013年12月22日 - 田中将大 緊急生出演!
  - 2014年10月12日 - 超独占!田中将大生出演SP!
  - 2014年11月12日 - 田中裕二とともに、GI予想対決10番勝負。
  - 2015年12月20日 - 田中将大の2015年を振り返る。
  - 2016年9月19日 - 同学年ライバル 豪華競演 シーズン中に秘話連発SP（前田健太と対談）
  - 2016年10月3日 - 第2弾 田中将大×前田健太 同学年対談
- NHK紅白歌合戦（NHK総合・ラジオ第1）
  - 第61回（2010年12月31日） - 北島三郎とともに白組FUNKY MONKEY BABYSの応援。
  - 第62回（2011年12月31日） - ゲスト審査員。
  - 第64回（2013年12月31日） - ゲスト審査員。
  - 第65回（2014年12月31日） - ももいろクローバーZの応援。
- 僕らの音楽 Our Music（2013年11月29日、フジテレビ）ももいろクローバーZ対談コーナーでゲスト出演。
- メレンゲの気持ち（2009年1月24日、日本テレビ） - 岩隈久志とともに出演。楽天のエース岩隈久志&田中将大の私生活を見せちゃいます。
- 性格ミエル研究所【絶対結婚したくない男と女は誰だ!?】（2014年12月26日、フジテレビ） - メジャーリーガー 田中将大 ディグラム診断
- たまッチ!PRESENTS プロ野球珍プレー好プレー大賞2014 みの復活!対決“伝説珍vs最新珍”32年間の珍TOP20一挙公開SP（2014年12月31日、フジテレビ）
- ちえゴルフ!（2011年1月2日、テレビ東京） - 有村智恵がマー君軍団とガチンコゴルフ対決
- 石川遼への挑戦状 2013新春ゴルフSP（2013年1月1日、テレビ東京） - 石川遼とゴルフ対決。
- 夢対決!とんねるずのスポーツ王は俺だ!スペシャル（テレビ朝日）
  - 2014年12月27日 - リアル野球BANに出演。
  - 2015年1月2日 - リアル野球BANに出演。
- 炎の体育会TV（TBS）
  - 2012年12月8日 - ストラックアウトのコーナーに出演。
  - 2013年2月9日 - 総勢20名の日本代表が大集結SP（ストラックアウトのコーナーに出演）
  - 2013年2月24日 - 侍ジャパン 3連覇へ!WBC直前 ストラックアウトSP
  - 2013年8月31日 - 楽天・田中将大&元巨人・桑田真澄★参戦SP（ストラックアウトのコーナーに出演）
  - 2015年1月17日 - ゴルフ対決のコーナーに出演。
  - 2019年12月21日 - ゴルフ対決のコーナーに出演。
  - 2021年2月20日 - ゴルフ対決のコーナーに出演。
  - 2021年6月26日 - フワちゃんとスポーツ名門校でサプライズエール。
- KYOKUGEN（TBS）
  - 2012年12月31日 - 楽天の田中将大が「銭形平次」のように悪党の腕にボールを当てて、悪党を懲らしめる挑戦。
  - 2013年12月31日 - ストラックアウトのコーナーに出演。コーナーサプライズ企画で「日本最後の1球」を投げた。受けたのは恩師・野村克也。
  - 2014年12月31日 - ストラックアウトのコーナーに出演。前田健太とストラックアウトでコントロール対決。
  - 2015年12月31日 - ゲスト出演。
  - 2016年12月31日 - 田中将大 VS 前田健太 ストラックアウトとオセロを融合したゲームでコントロール対決
- プロ野球オールスタースポーツフェスティバル（読売テレビ）
  - 2008年1月5日 - 山﨑武司、草野大輔とともに出演。
  - 2009年1月4日 - 番組内企画で田中が伊丹市の母校（小学校）を訪問。小学校時の恩師と再会。
  - 2010年1月10日 - 岩隈久志、永井怜とともに出演。
  - 2011年1月9日 - 鉄平、聖澤諒とともに出演。
  - 2012年1月8日 - 塩見貴洋、嶋基宏とともに出演。
  - 2013年1月6日 - 釜田佳直、嶋基宏とともに出演。優勝し賞金100万円を獲得した。
- A-Studio（2017年2月17日、TBS）
- プロフェッショナル 仕事の流儀（NHK）
  - 2017年5月1日 -「一死の意味 メジャーリーガー・田中将大」
  - 2021年12月6日 -「田中将大スペシャル2021」
- グッと！スポーツ（2019年1月8日、NHK） -「NYヤンキース 田中将大がやってくる！」
- 有吉弘行&田中将大のドリィィeeeeeームマッチ（2020年12月27日・2021年12月19日、2022年12月25日、2023年12月17日、テレビ東京） - 有吉弘行とのダブルMC。
- サンデーLIVE!!（テレビ朝日）
  - 2022年5月29日 - 田中将大×古田敦也対談。
  - 2023年10月8日 - 田中将大×佐々木朗希対談。
- 有吉ぃぃeeeee！（2024年1月7日、テレビ東京） - 田中将大＆超豪華メンバー総勢29名でAmongUsスペシャル。
- テレポートプラス（2024年11月21日、福島テレビ） - 番組内企画で伊藤茉央と森合小学校を訪問。

#### テレビドラマ
- 下剋上球児 第9話（2023年12月10日、TBS） - 野球解説者 役[243]

#### CM
- 大塚製薬「オロナミンCドリンク」
- 富士通「FMV」 - 木村拓哉・野村克也と共演
- 北海道国民健康保険団体連合会（北海道限定）
- 日本赤十字社「2009年はたちの献血」キャンペーン
- ハウス食品「めざめるカラダ朝カレー」（2009年）
- キリンビール「ブランドCM第4弾「親、子。人はつづく。キリンビール」
- ミズノ『企業』（2013年）
- 大正製薬『リポビタンD』（2014年）
- キリンビール「麒麟淡麗〈生〉」（2014年）
- スカパーJSAT『スカパー!』（2014年）
- アニマックス、2011年8月3日放送開始の『キャプテン』宣伝
- アサヒ飲料「三ツ矢サイダーオールゼロ」
- 東京西川「エアーSI・マットレス」
- コナミデジタルエンタテインメント「実況パワフルプロ野球」（2015年）
- アルペン「キャンペーン」（2016年）
- 任天堂「ポケットモンスター サン・ムーン 「ポケモントレーナー・田中将大」篇」（2016年）[244]
- ドリコム「ダービースタリオン マスターズ」（2017年）
- サッポロ生ビール（2018年）
- ジェネシスヘルスケア「ジーンライフ ジェネシス2.0」（2018年）
- サッポロビール「企業」（2019年）
- サッポロビール「生ビール・黒ラベル」（2019年）
- KIRIN 本麒麟（2020年）
- DAZN（2021年）
- フジ・コーポレーション「タイヤ&ホイール専門店Fuji」（2021年 - 2024年）
- リポビタンD「今、やり切るチカラを。」（2021年）
- 楽天グループ 楽天モバイル「Rakuten UN-LIMIT VI 挑戦の炎篇」（2022年）[245]
- リポビタン未来応援プロジェクト（2022年）
- DAZN Japan Investment「DAZN」（2023年）

#### ラジオ番組
- オールナイトニッポンシリーズ（ニッポン放送）
  - 田中将大のオールナイトニッポンGOLD NY Special（2014年12月9日）
  - 田中将大のオールナイトニッポンNY（2015年1月2日）
  - 田中将大のオールナイトニッポンNY（2016年2月20日）
  - 田中将大のオールナイトニッポンPremium（2019年1月3日）
  - 田中将大のオールナイトニッポンGOLD（2021年12月30日）

#### PV
- FUNKY MONKEY BABYS「あとひとつ」

#### ゲーム
- 八月のシンデレラナイン（2019年）[246]

### 書籍
- 田中将大 ヒーローのすべて（北海道新聞社、黒田伸・著、2008年1月、ISBN 978-4-89453-440-7）
- 田中将大 夢への扉を開け! スポーツスーパースター伝（ベースボール・マガジン社、2011年3月、ISBN 978-4583103358）
- 田中将大 若きエース4年間の成長（小学館、TBS『S☆1』田中将大取材班・著、2011年3月、ISBN 978-4093881814）

### デザイン
- ゲームアプリ『八月のシンデレラナイン』 - アメリア・サンダースのデザインプロデュース[247]